# Список делегатов X съезда РКП(б)
X съезд РКП(б) состоялся 8 — 16 марта 1921 года в Москве. Всего 1134 делегата: 716 с решающим голосом, 418 с совещательным голосом.

## 1-100
| №   | Ф. (псевдоним), И. O.          | парт. стаж с | от организации                                                   | право голоса или статус на съезде |  |
| --- | ------------------------------ | ------------ | ---------------------------------------------------------------- | --------------------------------- |  |
| 1   | Абов Г. А.                     |              | 9-я кавалерийская дивизия                                        | с совещательным голосом           |  |
| 2   | Аболин А. К.                   | 1908         | 9-я Кубанская армия                                              | с решающим голосом                |  |
| 3   | Аванесов В. А.                 | 1903         | ЦКК                                                              | с совещательным голосом           |  |
| 4   | Авдеев А. Д.                   | 1905         | Оренбургская                                                     | с совещательным голосом           |  |
| 5   | Авенир А. Л.                   | 1917         | 11-я армия                                                       | с решающим голосом                |  |
| 6   | Авиром В. Л.                   | 1919         | Гомельская губернская                                            | с совещательным голосом           |  |
| 7   | Агафонов Н. И.                 | 1921         | Прибалтийская областная                                          | с совещательным голосом           |  |
| 8   | Адамская В. С.                 | 1905         | Ставропольская                                                   | с решающим голосом                |  |
| 9   | Айзенберг А .Б.                | 1917         | ЦК Союза деревообделочников                                      | с совещательным голосом           |  |
| 10  | Акулов И. А.                   | 1907         | Оренбургская губернская                                          | с решающим голосом                |  |
| 11  | Алекса-Ангаретис З. И.         | 1906         | КП Литвы                                                         | с решающим голосом                |  |
| 12  | Александров И. А.              | 1917         | Орловская губернская                                             | с решающим голосом                |  |
| 13  | Александровский П. А.          | 1917         | 5-я армия                                                        | с решающим голосом                |  |
| 14  | Алексеев Д. Н.                 | 1918         | Тульская губернская                                              | с решающим голосом                |  |
| 15  | Алексеев М. Г.                 | 1919         | Новгородская губернская                                          | с решающим голосом                |  |
| 16  | Алексеев С. В.                 | 1919         | Московская губернская                                            | с решающим голосом                |  |
| 17  | Алексеенков А. Я.              | 1918         | Смоленская                                                       | с совещательным голосом           |  |
| 18  | Алексинский М. А.              | 1917         | 9-я Кубанская армия                                              | с решающим голосом                |  |
| 19  | Аллеев Н. А.                   | 1918         | Башкирская областная                                             | с совещательным голосом           |  |
| 20  | Альпов А. П.                   |              | Николаевская                                                     | с совещательным голосом           |  |
| 21  | Альский А. О.                  | 1917         | Наркомфин                                                        | с совещательным голосом           |  |
| 22  | Амосов А. М.                   |              | Московская губернская                                            | с решающим голосом                |  |
| 23  | Амосов В. Д.                   | 1917         | Владимирская губернская                                          | с совещательным голосом           |  |
| 24  | Ангеницкий (Березанский) Л. С. |              | Кубано-Черноморская областная                                    | с решающим голосом                |  |
| 25  | Андреев А. А.                  | 1914         | ВЦСПС                                                            | с совещательным голосом           |  |
| 26  | Андреев И. Е.                  | 1919         | КП Азербайджана                                                  | с решающим голосом                |  |
| 27  | Андреев С. И.                  | 1918         | Московская губернская                                            | с решающим голосом                |  |
| 28  | Аникст А. М.                   | 1919         | Наркомтруд                                                       | с совещательным голосом           |  |
| 29  | Анисимов А. Г.                 |              | ЦК Союза текстильщиков                                           | с совещательным голосом           |  |
| 30  | Анохин П. Ф.                   | 1908         | Карело-Олонецкая                                                 | с решающим голосом                |  |
| 31  | Анскин А. Я.                   | 1912         | Московская губернская                                            | с решающим голосом                |  |
| 32  | Ансон (Абов) А. А.             | 1917         | Енисейская губернская                                            | с решающим голосом                |  |
| 33  | Антонов И. П.                  | 1904         | Харьковская губернская                                           | с решающим голосом                |  |
| 34  | Антонов М. Т.                  | 1918         | Пермская губернская                                              | с решающим голосом                |  |
| 35  | Антонов Н. А.                  | 1917         | Кубано-Черноморская областная                                    | с решающим голосом                |  |
| 36  | Апрелькова М. Ф.               | 1918         | Башкирская областная                                             | с совещательным голосом           |  |
| 37  | Аронштам Г. Н.                 | 1913         | Дагестанская областная                                           | с решающим голосом                |  |
| 38  | Артём (Сергеев) Ф. А.          | 1901         | ЦК РКП(б)                                                        | с совещательным голосом           |  |
| 39  | Арулин Н. С.                   |              | Брянская                                                         | с совещательным голосом           |  |
| 40  | Архаров А. И.                  | 1917         | 11-я армия                                                       | с решающим голосом                |  |
| 41  | Арызбаев П.                    |              | Туркестанская краевая                                            | с решающим голосом                |  |
| 42  | Асаульченко П. В.              | 1913         | Кубано-Черноморская областная                                    | с решающим голосом                |  |
| 43  | Астахов Н. М.                  | 1917         | Симбирская губернская                                            | с совещательным голосом           |  |
| 44  | Афанасьев М. А.                | 1905         | Западный фронт                                                   | с решающим голосом                |  |
| 45  | Афанасьев П. М.                | 1917         | Самарская губернская                                             | с решающим голосом                |  |
| 46  | Ахундов Р. А.                  | 1919         | КП Азербайджана                                                  | с решающим голосом                |  |
| 47  | Ашумов М. Б.                   | 1917         | КП Азербайджана                                                  | с решающим голосом                |  |
| 48  | Баимбетова З. А.               | 1918         | Татарская областная                                              | с совещательным голосом           |  |
| 49  | Бак Я. П.                      | 1917         | Омская губернская                                                | с решающим голосом                |  |
| 50  | Бандин М. В.                   | 1915         | Нижегородская губернская                                         | с совещательным голосом           |  |
| 51  | Баранов А. В.                  |              | Черноморский флот                                                | с решающим голосом                |  |
| 52  | Баранов Н. А.                  | 1917         | Архангельская губернская                                         | с решающим голосом                |  |
| 53  | Баранов П. И.                  | 1912         | Харьковская губернская                                           | с решающим голосом                |  |
| 54  | Барбаринский П. И.             |              | 11-я армия                                                       | с совещательным голосом           |  |
| 55  | Баркер Д.                      |              | КП Англии                                                        | с совещательным голосом           |  |
| 56  | Барсуков А. Н.                 | 1917         | Владимирская                                                     | с совещательным голосом           |  |
| 57  | Бархашев Б. В.                 | 1917         | ЦК РКСМ                                                          | с совещательным голосом           |  |
| 58  | Барчук В.                      |              | Волынская губернская                                             | с решающим голосом                |  |
| 59  | Барышев Н. И.                  | 1916         | Татарская областная                                              | с решающим голосом                |  |
| 60  | Бауман К. Я.                   | 1907         | Курская губернская                                               | с решающим голосом                |  |
| 61  | Бахирев А. Н.                  | 1917         | Западный фронт                                                   | с решающим голосом                |  |
| 62  | Бахметьев М. М.                | 1918         | Воронежская губернская                                           | с решающим голосом                |  |
| 63  | Бахтырев И. Д.                 | 1915         | Киевский военный округ                                           | с решающим голосом                |  |
| 64  | Башкуров А. В.                 | 1919         | Туркестанская краевая                                            | с совещательным голосом           |  |
| 65  | Безайс Я. Я.                   | 1906         | Западный фронт                                                   | с решающим голосом                |  |
| 66  | Безсонов В. И.                 | 1918         | Симбирская губернская                                            | с решающим голосом                |  |
| 67  | Безсонов Н. И.                 | 1905         | Московская губернская                                            | с решающим голосом                |  |
| 68  | Бекзадян А. А.                 | 1903         | КП Армении                                                       | с решающим голосом                |  |
| 69  | Беленец А. И.                  | 1903         | Омская губернская                                                | с решающим голосом                |  |
| 70  | Беленький Б. Н.                | 1918         | Бакинская                                                        | с совещательным голосом           |  |
| 71  | Беленький Г. Я.                | 1901         | Московская губернская                                            | с решающим голосом                |  |
| 72  | Белицкий Д. П.                 | 1919         | Кременчугская губернская                                         | с решающим голосом                |  |
| 73  | Белобородов А. Г.              | 1907         | Донская областная                                                | с решающим голосом                |  |
| 74  | Белов М. С.                    |              | Харьковский военный округ                                        | с совещательным голосом           |  |
| 75  | Белов П. А.                    | 1919         | Туркестанская краевая                                            | с решающим голосом                |  |
| 76  | Белорусский (Слосман) А. В.    |              | Терская областная                                                | с решающим голосом                |  |
| 77  | Белоцерковец С. З.             |              | Александровская губернская                                       | с совещательным голосом           |  |
| 78  | Белоцкий М. Л.                 | 1918         | 1-я Конная армия                                                 | с решающим голосом                |  |
| 79  | Бельгов В. П.                  |              | Народно-Революционная Армия ДВР                                  | с решающим голосом                |  |
| 80  | Берёзин Н. С.                  | 1917         | Туркестанская краевая                                            | с решающим голосом                |  |
| 81  | Берёзин П. И.                  | 1920         | 10-я стрелковая дивизия, 2-я запасная, 1-я, 2-я трудовые бригады | с решающим голосом                |  |
| 82  | Берман Я. Л.                   | 1919         | Западный фронт                                                   | с решающим голосом                |  |
| 83  | Бжезинский В. Л.               |              | Каспийский флот                                                  | с решающим голосом                |  |
| 84  | Бидный В. Г.                   | 1920         | Харьковская губернская                                           | с решающим голосом                |  |
| 85  | Биткин Н. И.                   |              | 11-я армия                                                       | с совещательным голосом           |  |
| 86  | Блинников А. И.                | 1906         | Забайкальская губернская                                         | с решающим голосом                |  |
| 87  | Бляхин П. А.                   | 1903         | Костромская губернская                                           | с решающим голосом                |  |
| 88  | Бобиков И. Ф.                  | 1917         | Омская губернская                                                | с решающим голосом                |  |
| 89  | Бобинский С. Я.                | 1905         | Польское бюро ЦК РКП(б)                                          | с совещательным голосом           |  |
| 90  | Богданов Н. В.                 |              | 10-я стрелковая дивизия, 2-я запасная, 1-я, 2-я трудовые бригады | с решающим голосом                |  |
| 91  | Богданов Н. П.                 | 1914         | ЦК Союза строительных рабочих                                    | с совещательным голосом           |  |
| 92  | Богомолов Н. А.                | 1918         | Владимирская губернская                                          | с решающим голосом                |  |
| 93  | Богословский А. Ф.             |              | Кубано-Черноморская областная                                    | с решающим голосом                |  |
| 94  | Богуцкий (Шпак) В. А.          | 1904         | КП Литвы                                                         | с решающим голосом                |  |
| 95  | Бойцов Н. К.                   |              | Кубано-Черноморская областная                                    | с совещательным голосом           |  |
| 96  | Болдин П. О.                   |              | Кубано-Черноморская областная                                    | с совещательным голосом           |  |
| 97  | Болдырёв М. Ф.                 | 1919         | Донская областная                                                | с решающим голосом                |  |
| 98  | Борилин Б. С.                  | 1920         | Харьковская                                                      | с совещательным голосом           |  |
| 99  | Борин                          |              | Московская губернская                                            | с решающим голосом                |  |
| 100 | Борисов И. И.                  | 1911         | Московская губернская                                            | с решающим голосом                |  |

## 101—200
| №   | Ф. (псевдоним), И. O.     | парт. стаж с | от организации                              | право голоса или статус на съезде |  |
| --- | ------------------------- | ------------ | ------------------------------------------- | --------------------------------- |  |
| 101 | Борисов Н. В.             | 1904         | Калужская губернская                        | с решающим голосом                |  |
| 102 | Боровский А. С.           | 1918         | ЦК Союза работников коммунального хозяйства | с совещательным голосом           |  |
| 103 | Бородулина Б. Г.          |              | Витебская губернская                        | с решающим голосом                |  |
| 104 | Борукаев К. К.            | 1919         | Терская областная                           | с решающим голосом                |  |
| 105 | Ботаев А.                 |              | Терская                                     | с совещательным голосом           |  |
| 106 | Бочкарёва Е. Н.           | 1918         | Тамбовская губернская                       | с решающим голосом                |  |
| 107 | Бояршинов П. А.           | 1917         | Пермская губернская                         | с решающим голосом                |  |
| 108 | Брагинский Д. Н.          |              | Гомельская губернская                       | с совещательным голосом           |  |
| 109 | Брейтман А. С.            | 1917         | ЦК РКСМ                                     | с совещательным голосом           |  |
| 110 | Бронзос К. И.             | 1912         | Александровская губернская                  | с решающим голосом                |  |
| 111 | Брук В. С.                | 1915         | Киевские военные школы                      | с совещательным голосом           |  |
| 112 | Брыков Н. Д.              | 1919         | Брянская губернская                         | с решающим голосом                |  |
| 113 | Бубнов А. С.              | 1903         | Московская губернская                       | с решающим голосом                |  |
| 114 | Бубнов Г. Г.              |              | Башкирская областная                        | с совещательным голосом           |  |
| 115 | Бугров А. С.              | 1920         | Тверская губернская                         | с решающим голосом                |  |
| 116 | Булатов Д. А.             | 1912         | Смоленская губернская                       | с решающим голосом                |  |
| 117 | Булиш-Чистова Л. И.       |              | Симбирская                                  | с совещательным голосом           |  |
| 118 | Булыга-Фадеев А. А.       | 1918         | Народно-Революционная Армия ДВР             | с решающим голосом                |  |
| 119 | Бумажный Е. О.            | 1917         | Московская губернская                       | с решающим голосом                |  |
| 120 | Бунгш Я. К.               | 1900         | Московская губернская                       | с решающим голосом                |  |
| 121 | Бурак Б. Я.               | 1919         | 21-я стрелковая дивизия                     | с решающим голосом                |  |
| 122 | Бурков Г. П.              | 1917         | Западный фронт                              | с совещательным голосом           |  |
| 123 | Бурнашев Х. Х.            | 1919         | Туркестанская краевая                       | с решающим голосом                |  |
| 124 | Бурный П. М.              |              | Царицынская губернская                      | с решающим голосом                |  |
| 125 | Буровцев М. В.            | 1905         | Московская губернская                       | с решающим голосом                |  |
| 126 | Бутылкин Л. А.            |              | ЦК Союза писчебумажников                    | с совещательным голосом           |  |
| 127 | Бухарин К. И.             | 1904         | Рыбинская губернская                        | с решающим голосом                |  |
| 128 | Бухарин Н. И.             | 1906         | ЦК РКП(б)                                   | с совещательным голосом           |  |
| 129 | Бушев С. П.               |              | Омская губернская                           | с решающим голосом                |  |
| 130 | Бушмелёв Н. П.            | 1918         | Вятская губернская                          | с решающим голосом                |  |
| 131 | Быстрицкий В. А.          |              | 16-я армия                                  | с совещательным голосом           |  |
| 132 | Бычков А. И.              |              | Томская губернская                          | с решающим голосом                |  |
| 133 | Бычков П. Я.              | 1912         | Башкирская областная                        | с решающим голосом                |  |
| 134 | Вайнер И. А.              | 1918         | КП Белоруссии                               | с решающим голосом                |  |
| 135 | Вайнер Р. А.              | 1917         | Симбирская губернская                       | с решающим голосом                |  |
| 136 | Вакуров А. И.             | 1917         | Народно-Революционная Армия ДВР             | с совещательным голосом           |  |
| 137 | Валов М. Н.               | 1920         | Саратовская губернская                      | с решающим голосом                |  |
| 138 | Варга Е. С.               | 1920         | ИККИ (Венгрия)                              | с совещательным голосом           |  |
| 139 | Варгафтик И. М.           | 1919         | Тамбовская губернская                       | с совещательным голосом           |  |
| 140 | Вардин (Мгеладзе) И. В.   | 1907         | 1-я Конная армия                            | с решающим голосом                |  |
| 141 | Варейкис И. М.            | 1913         | Витебская губернская                        | с решающим голосом                |  |
| 142 | Варнин К. А.              |              | Екатеринбургская губернская                 | с решающим голосом                |  |
| 143 | Васильев Б. А. (Гольберг) | 1904         | Тамбовская губернская                       | с решающим голосом                |  |
| 144 | Васильев С. В.            | 1917         | Московская губернская                       | с решающим голосом                |  |
| 145 | Васильев Ф. А.            |              | 11-я армия                                  | с решающим голосом                |  |
| 146 | Вашкевич В. В.            | 1917         | Смоленская губернская                       | с решающим голосом                |  |
| 147 | Вегер Е. И.               | 1917         | 4-я армия                                   | с решающим голосом                |  |
| 148 | Веденяпин Г. В.           | 1918         | Саратовская губернская                      | с решающим голосом                |  |
| 149 | Вейсман А. А.             | 1919         | Псковская губернская                        | с совещательным голосом           |  |
| 150 | Вейцер И. Я.              | 1914         | Вятская                                     | с совещательным голосом           |  |
| 151 | Вельман В. И.             | 1904         | Эстонская секция ЦК РКП(б)                  | с совещательным голосом           |  |
| 152 | Веппер А. К.              | 1917         | Западный фронт                              | с совещательным голосом           |  |
| 153 | Вермун М. Б.              |              | 21-я стрелковая дивизия                     | с совещательным голосом           |  |
| 154 | Верстонов Ф. И.           | 1913         | Иваново-Вознесенская                        | с совещательным голосом           |  |
| 155 | Верхотуров П. А.          | 1917         | Томская губернская                          | с решающим голосом                |  |
| 156 | Весёлов С. П.             | 1918         | Екатеринославская                           | с совещательным голосом           |  |
| 157 | Вестфаль И. В.            |              | Александровская губернская                  | с совещательным голосом           |  |
| 158 | Ветлугин В. А.            | 1918         | Харьковский военный округ                   | с совещательным голосом           |  |
| 159 | Викман П. М.              | 1906         | Башкирская областная                        | с решающим голосом                |  |
| 160 | Виктурин П. Г.            |              | Харьковский военный округ                   | с совещательным голосом           |  |
| 161 | Винников Ф. И.            |              | Кубано-Черноморская областная               | с решающим голосом                |  |
| 162 | Виноградов Н. И.          | 1919         | Череповецкая губернская                     | с решающим голосом                |  |
| 163 | Винокуров А. Н.           | 1893         | Наркомсобес                                 | с совещательным голосом           |  |
| 164 | Витолин П. Я.             | 1908         | Харьковский военный округ                   | с решающим голосом                |  |
| 165 | Вишняков И. Д.            |              | Киевский военный округ                      | с решающим голосом                |  |
| 166 | Владимиров Н. В.          |              | КП Белоруссии                               | с совещательным голосом           |  |
| 167 | Владимирский М. Ф.        | 1895         | ВЦИК                                        | с совещательным голосом           |  |
| 168 | Власов А. И.              | 1918         | Омская губернская                           | с решающим голосом                |  |
| 169 | Воинов И. П.              | 1915         | Алтайская губернская                        | с решающим голосом                |  |
| 170 | Войцеховский В. И.        | 1918         | Тюменская                                   | с совещательным голосом           |  |
| 171 | Волик Ф. Я.               | 1917         | Кубано-Черноморская областная               | с совещательным голосом           |  |
| 172 | Волков А. С.              | 1905         | Иваново-Вознесенская губернская             | с совещательным голосом           |  |
| 173 | Волкова А. А.             | 1919         | Оренбургская губернская                     | с совещательным голосом           |  |
| 174 | Волошин Г. Ф.             | 1917         | Оренбургская губернская                     | с совещательным голосом           |  |
| 175 | Волынский Ю. А.           |              | КП Литвы                                    | с совещательным голосом           |  |
| 176 | Вольфович М. А.           | 1904         | 5-я отдельная армия                         | с решающим голосом                |  |
| 177 | Воробьёв А. И.            | 1912         | Харьковский военный округ                   | с решающим голосом                |  |
| 178 | Воробьёв А. П.            | 1919         | Челябинская губернская                      | с решающим голосом                |  |
| 179 | Воробьёв В. И.            |              | Харьковская                                 | с совещательным голосом           |  |
| 180 | Воронин И. М.             | 1918         | Владимирская губернская                     | с совещательным голосом           |  |
| 181 | Воронин Н. М.             | 1918         | Туркестанская краевая                       | с решающим голосом                |  |
| 182 | Ворошилов К. Е.           | 1903         | 1-я Конная армия                            | с решающим голосом                |  |
| 183 | Вощик Ю. И.               | 1918         | Нижегородская                               | с совещательным голосом           |  |
| 184 | Врачёв И. Я.              | 1917         | Кавказская трудовая армия                   | с решающим голосом                |  |
| 185 | Гаврилов А. И.            |              | Кавказский фронт                            | с решающим голосом                |  |
| 186 | Гаврилов Н. В.            | 1917         | ВСНХ                                        | с совещательным голосом           |  |
| 187 | Гайер Курт                |              | ИККИ (Германия)                             | с совещательным голосом           |  |
| 188 | Гайцан Н. И.              |              | Киевская губернская                         | с решающим голосом                |  |
| 189 | Галин Г. Г.               | 1920         | Башкирская областная                        | с совещательным голосом           |  |
| 190 | Галкин А. Ф.              | 1918         | Тульская губернская                         | с решающим голосом                |  |
| 191 | Галл Б. И.                | 1918         | Татарская областная                         | с решающим голосом                |  |
| 192 | Гамазин К. А.             |              | 5-я армия                                   | с решающим голосом                |  |
| 193 | Гамарник Я. Б.            | 1916         | Киевская губернская                         | с решающим голосом                |  |
| 194 | Ганюшин А. А.             | 1917         | Симбирская губернская                       | с решающим голосом                |  |
| 195 | Гардович С. А.            | 1905         | Вологодская губернская                      | с решающим голосом                |  |
| 196 | Гей К. В.                 | 1916         | Псковская губернская                        | с решающим голосом                |  |
| 197 | Генкин Е. Б.              | 1917         | КП Белоруссии                               | с совещательным голосом           |  |
| 198 | Герасимов И. С.           | 1917         | Уфимская губернская                         | с решающим голосом                |  |
| 199 | Гершанович Л. Б.          | 1918         | 9-я армия                                   | с совещательным голосом           |  |
| 200 | Гилим-оглы Я. Р.          |              | Самарская                                   | с совещательным голосом           |  |

## 201—300
| №   | Ф. (псевдоним), И. O. | парт. стаж с | от организации                   | право голоса или статус на съезде |
| --- | --------------------- | ------------ | -------------------------------- | --------------------------------- |
| 201 | Гинзбург А. М.        |              | Донская областная                | с решающим голосом                |
| 202 | Гинсбург В. З.        |              | Брянская                         | с совещательным голосом           |
| 203 | Гинтер Х. Г.          | 1917         | Пермская губернская              | с решающим голосом                |
| 204 | Гирев В. С.           |              | Екатеринбургская губернская      | с решающим голосом                |
| 205 | Гирьят И. И.          | 1917         | Туркестанская краевая            | с совещательным голосом           |
| 206 | Глебов Н. П.          | 1904         | Редакция газеты «Труд»           | с совещательным голосом           |
| 207 | Глухих Т. Б.          | 1917         | Челябинская губернская           | с решающим голосом                |
| 208 | Глущенко Е. Ф.        |              | Сибирская                        | с решающим голосом                |
| 209 | Говядин З. И.         | 1913         | Костромская губернская           | с совещательным голосом           |
| 210 | Годун К. П.           |              | Черноморский флот                | с решающим голосом                |
| 211 | Голещихин Ф. К.       | 1903         | Томская губернская               | с решающим голосом                |
| 212 | Голубев В. Д.         |              | Иваново-Вознесенская             | с совещательным голосом           |
| 213 | Голубев Д. В.         |              | 9-я Кубанская армия              | с решающим голосом                |
| 214 | Голубева Е. К.        |              | Сибирская                        | с совещательным голосом           |
| 215 | Голубенко Н. В.       | 1914         | Киевская губернская              | с решающим голосом                |
| 216 | Гольман Д. Е.         | 1917         | Омская губернская                | с совещательным голосом           |
| 217 | Гольцман А. З.        | 1917         | ВЦСПС                            | с совещательным голосом           |
| 218 | Голюдов С. Т.         | 1918         | Рязанская губернская             | с решающим голосом                |
| 219 | Гончаров Н. К.        | 1904         | Сибирская                        | с совещательным голосом           |
| 220 | Гончарова Д. К.       | 1904         | Сибирская                        | с решающим голосом                |
| 221 | Горбунов А. И.        | 1917         | Вотская областная                | с решающим голосом                |
| 222 | Горбунов П. М.        | 1918         | Томская губернская               | с решающим голосом                |
| 223 | Горбунов П. П.        | 1917         | Московская                       | с совещательным голосом           |
| 224 | Горелик С. С.         | 1918         | Симбирская губернская            | с совещательным голосом           |
| 225 | Горкин А. Ф.          | 1916         | Тверская губернская              | с решающим голосом                |
| 226 | Горлова А. Л.         | 1918         | Екатеринославская губернская     | с совещательным голосом           |
| 227 | Горностаев И. И.      | 1918         | Псковская губернская             | с решающим голосом                |
| 228 | Горохов М. Е.         | 1907         | Саратовская губернская           | с совещательным голосом           |
| 229 | Горский З. П.         | 1916         | Брянская губернская              | с решающим голосом                |
| 230 | Готовцев К. В.        | 1907         | Уфимская губернская              | с совещательным голосом           |
| 231 | Гофман А. П.          |              | Областная Немцев Поволжья        | с решающим голосом                |
| 232 | Гранильщиков И. М.    |              | Московская                       | с совещательным голосом           |
| 233 | Грачёв В. Д.          | 1917         | Екатеринбургская губернская      | с решающим голосом                |
| 234 | Гречишкин Т. М.       |              | 4-я армия                        | с решающим голосом                |
| 235 | Грибанов Э. П.        | 1908         | Дагестанская областная           | с решающим голосом                |
| 236 | Григорьев В. Г.       | 1918         | Саратовская губернская           | с решающим голосом                |
| 237 | Гринштейн Г. Я.       | 1917         | Пензенская губернская            | с решающим голосом                |
| 238 | Грицевский Л. П.      |              | ЦК Союза сахарной промышленности | с совещательным голосом           |
| 239 | Гришанин В. Д.        |              | Петроградская                    | с совещательным голосом           |
| 240 | Гроздев Г. Н.         |              | Вотская                          | с совещательным голосом           |
| 241 | Грязев А. М.          | 1911         | Челябинская губернская           | с решающим голосом                |
| 242 | Губанов А. А.         | 1917         | Политотдел войск Терской области | с решающим голосом                |
| 243 | Губельман М. И.       | 1902         | Приморская организация ДВР       | с решающим голосом                |
| 244 | Гувво И. А.           |              | Астраханская губернская          | с решающим голосом                |
| 245 | Гулый К. М.           | 1913         | Харьковская губернская           | с решающим голосом                |
| 246 | Гурвич В. М.          |              | Донская областная                | с совещательным голосом           |
| 247 | Гурвич Н. И.          |              | ИККИ                             | с совещательным голосом           |
| 248 | Гусев С. И. ?         | 1903         | Харьковский военный округ        | с решающим голосом                |
| 249 | Гуськов И. Н.         | 1912         | Татарская областная              | с решающим голосом                |
| 250 | Гутерман М. Г.        |              | Екатеринбургская губернская      | с решающим голосом                |
| 251 | Гутин С. А.           | 1919         | КП Азербайджана                  | с решающим голосом                |
| 252 | Дайковский Ф. А.      | 1917         | Астраханская губернская          | с решающим голосом                |
| 253 | Данилов И. А.         | 1917         | Карело-Олонецкая                 | с решающим голосом                |
| 254 | Данишевский К. Х.     | 1900         | Сибирская                        | с решающим голосом                |
| 255 | Даулов К.             | 1918         | Туркестанская краевая            | с совещательным голосом           |
| 256 | Дворин А. А.          | 1909         | Войско Донской области           | с решающим голосом                |
| 257 | Дёйчман И. Н.         | 1918         | Область Нецев Поволжья           | с совещательным голосом           |
| 258 | Дембо А. И.           |              | Киевская губернская              | с решающим голосом                |
| 259 | Денисенко И. Е.       |              | Южный фронт                      | с решающим голосом                |
| 260 | Дерунов И. А.         | 1917         | Татарская областная              | с решающим голосом                |
| 261 | Десятова Т. И.        |              | Челябинская губернская           | с решающим голосом                |
| 262 | Джумагулов А.         |              | Туркестанская краевая            | с решающим голосом                |
| 263 | Дзержинский Ф. Э.     | 1895         | ЦК РКП(б)                        | с совещательным голосом           |
| 264 | Диманштейн С. М.      | 1904         | Ташкентская                      | с совещательным голосом           |
| 265 | Дмитриев Е. А.        | 1918         | Ярославская губернская           | с совещательным голосом           |
| 266 | Дмитриев Т. Д.        | 1915         | Алтайская губернская             | с решающим голосом                |
| 267 | Добронравов Н. В.     |              | 11-я армия                       | с решающим голосом                |
| 268 | Догадов А. И.         | 1905         | Татарская областная              | с решающим голосом                |
| 269 | Дробнис Я. Н.         | 1906         | Одесская городская               | с решающим голосом                |
| 270 | Дубровский Н. Д.      |              | 8-я Западно-Сибирская бригада    | с решающим голосом                |
| 271 | Евстафьев М. С.       |              | 6-я армия                        | с совещательным голосом           |
| 272 | Егер В. Ю.            | 1917         | Уральская                        | с совещательным голосом           |
| 273 | Егоров А. И.          | 1918         | Киевская губернская              | с решающим голосом                |
| 274 | Егоров Г. Г.          | 1918         | 11-я армия                       | с решающим голосом                |
| 275 | Егоров Н. И.          | 1918         | 8-я запасная бригада             | с решающим голосом                |
| 276 | Егоров Я. Г.          | 1917         | Гомельская губернская            | с совещательным голосом           |
| 277 | Елисеев П. А.         | 1917         | Рязанская губернская             | с решающим голосом                |
| 278 | Емельянов В. А.       | 1910         | Московская губернская            | с решающим голосом                |
| 279 | Емшанов А. И.         | 1917         | Наркомпуть                       | с совещательным голосом           |
| 280 | Енудзе А. П.          |              | Калужская                        | с совещательным голосом           |
| 281 | Ерахтин Д. Д.         | 1917         | Екатеринбургская губернская      | с решающим голосом                |
| 282 | Ерёменко П. Н.        | 1919         | 4-я армия                        | с решающим голосом                |
| 283 | Ермаков П. П.         | 1905         | Пермская губернская              | с решающим голосом                |
| 284 | Ермоленко А. М.       | 1915         | Саратовская губернская           | с решающим голосом                |
| 285 | Ерохин А. Г.          |              | Донская трудовая армия           | с решающим голосом                |
| 286 | Есин Д. А.            | 1918         | Воронежская губернская           | с решающим голосом                |
| 287 | Ефремов М. Н.         | 1918         | Самарская губернская             | с решающим голосом                |
| 288 | Жаворонков А. А.      | 1917         | Томская губернская               | с решающим голосом                |
| 289 | Железняков Я. М.      | 1917         | 6-я армия                        | с решающим голосом                |
| 290 | Жёлтов И. И.          | 1917         | Московская губернская            | с решающим голосом                |
| 291 | Живов Д. Е.           | 1917         | Рязанская губернская             | с решающим голосом                |
| 292 | Жигирев Г. В.         | 1914         | Семипалатинская губернская       | с решающим голосом                |
| 293 | Жила А. А.            | 1920         | 16-я кавалерийская дивизия       | с совещательным голосом           |
| 294 | Жук Д. И.             |              | Киевская губернская              | с решающим голосом                |
| 295 | Жукова С. Б.          |              | Кубано-Черноморская областная    | с совещательным голосом           |
| 296 | Журавлёв В. М.        | 1919         | Новгородская губернская          | с совещательным голосом           |
| 297 | Журавлёв И. Г.        |              | Донская трудовая армия           | с решающим голосом                |
| 298 | Завьялова К. Г.       | 1906         | Феодосийская                     | с совещательным голосом           |
| 299 | Загута М. В.          |              | Ставропольская                   | с решающим голосом                |
| 300 | Заикин В. Д.          | 1911         | Уфимская губернская              | с решающим голосом                |

## 301—400
| №   | Ф. (псевдоним), И. O. | парт. стаж с | от организации                 | право голоса или статус на съезде |
| --- | --------------------- | ------------ | ------------------------------ | --------------------------------- |
| 301 | Зайцев М. В.          | 1917         | 6-я армия                      | с решающим голосом                |
| 302 | Зайцев П. И.          | 1918         | Донская областная              | с решающим голосом                |
| 303 | Залуцкий П. А.        | 1907         | Донецкая губернская            | с решающим голосом                |
| 304 | Заняткин С. Н.        | 1917         | Иваново-Вознесенская           | с совещательным голосом           |
| 305 | Заостровцев И. А.     | 1917         | Ярославская губернская         | с совещательным голосом           |
| 306 | Заржевский Г. П.      | 1917         | Донская областная              | с решающим голосом                |
| 307 | Затонский В. П.       | 1917         | Черниговская губернская        | с решающим голосом                |
| 308 | Захаров П. П.         | 1913         | Брянская губернская            | с решающим голосом                |
| 309 | Зворыкин В. П.        | 1918         | Екатеринбургская губернская    | с решающим голосом                |
| 310 | Зеленский И. А.       | 1906         | Московская губернская          | с решающим голосом                |
| 311 | Зелтынь А. П.         | 1917         | Алтайская губернская           | с решающим голосом                |
| 312 | Зимин М. И.           | 1917         | Кавказский фронт               | с решающим голосом                |
| 313 | Зимин Н. Н.           | 1915         | Краснодарская                  | с совещательным голосом           |
| 314 | Зиновьев Г. Е.        | 1901         | Петроградская губернская       | с решающим голосом                |
| 315 | Знаменский А. А.      |              | Дальневосточное бюро ЦК РКП(б) | с совещательным голосом           |
| 316 | Золотущенко А. И.     | 1919         | Дагестанская областная         | с совещательным голосом           |
| 317 | Зонин А. И.           | 1918         | 16-я армия                     | с решающим голосом                |
| 318 | Зорин Л. А.           | 1918         | Московская губернская          | с совещательным голосом           |
| 319 | Зубов С. Е.           | 1920         | Томская губернская             | с решающим голосом                |
| 320 | Зудов П. И.           | 1904         | Башкирская областная           | с решающим голосом                |
| 321 | Зуев Г. Л.            | 1918         | Кубано-Черноморская областная  | с совещательным голосом           |
| 322 | Зырин П. П.           | 1913         | Костромская губернская         | с решающим голосом                |
| 323 | Зябликов И. К.        |              | Черниговская                   | с совещательным голосом           |
| 324 | Ибрагимов М. М.       | 1913         | ЦК РКП(б)                      | с совещательным голосом           |
| 325 | Иванов В. И.          | 1915         | Ярославская губернская         | с решающим голосом                |
| 326 | Иванов Г. В.          | 1918         | Симбирская губернская          | с совещательным голосом           |
| 327 | Иванов И. А.          | 1918         | Киевский военный округ         | с решающим голосом                |
| 328 | Иванов И. Н.          |              | Сибирское бюро ЦК РКП(б)       | с решающим голосом                |
| 329 | Иванов М. И.          | 1918         | Псковская губернская           | с совещательным голосом           |
| 330 | Иванов С. С.          | 1917         | 6-я армия                      | с совещательным голосом           |
| 331 | Иващенко Н. С.        | 1918         | 6-я армия                      | с решающим голосом                |
| 332 | Ивин Ф. К.            | 1917         | Прибайкальская областная       | с решающим голосом                |
| 333 | Игнатов Е. Н.         | 1912         | Московская губернская          | с решающим голосом                |
| 334 | Игнатьев Н. С.        | 1917         | Витебская губернская           | с решающим голосом                |
| 335 | Игошкин Я. Ф.         | 1918         | Карело-Олонецкая               | с совещательным голосом           |
| 336 | Иессар И. Я.          |              | Иркутская губернская           | с решающим голосом                |
| 337 | Израилович А. И.      | 1918         | Екатеринбургская губернская    | с решающим голосом                |
| 338 | Ильин С. И.           | 1918         | Псковская губернская           | с совещательным голосом           |
| 339 | Ингулов С. Б.         | 1908         | Одесская                       | с совещательным голосом           |
| 340 | Иоель С. В.           | 1910         | 16-я армия                     | с решающим голосом                |
| 341 | Ионас Р. П.           | 1908         | Курская губернская             | с решающим голосом                |
| 342 | Ионов А. П.           | 1910         | Новгородская губернская        | с решающим голосом                |
| 343 | Иппо Б. М.            | 1914         | 16-я армия                     | с решающим голосом                |
| 344 | Исаев М. М.           |              | Кавказский фронт               | с решающим голосом                |
| 345 | Исаев М. С.           | 1918         | Туркестанская краевая          | с решающим голосом                |
| 346 | Исмаилов С.           | 1919         | Туркестанская краевая          | с совещательным голосом           |
| 347 | Ищенко А. Г.          | 1917         | Секция водников Цектрана       | с совещательным голосом           |
| 348 | Ищенко Т. С.          |              | Сибирская                      | с совещательным голосом           |
| 349 | Кабаненко А. Г.       | 1914         | Харьковская                    | с совещательным голосом           |
| 350 | Каврайская Н. А.      | 1919         | Оренбургская губернская        | с совещательным голосом           |
| 351 | Каганович Л. М.       | 1911         | Туркестанская краевая          | с решающим голосом                |
| 352 | Каганович М. М.       | 1905         | Нижегородская                  | с совещательным голосом           |
| 353 | Кадошников И. В.      | 1919         | Челябинская губернская         | с решающим голосом                |
| 354 | Кадырматов Х. Н.      |              | Уфимская губернская            | с совещательным голосом           |
| 355 | Казаков Г. У.         | 1918         | 12-я железнодорожная бригада   | с совещательным голосом           |
| 356 | Казарин И. Ф.         | 1918         | Туркестанская краевая          | с решающим голосом                |
| 357 | Калашников П. И.      |              | Рыбинская губернская           | с решающим голосом                |
| 358 | Калинин В. Н.         | 1918         | 16-я армия                     | с решающим голосом                |
| 359 | Калинин М. И.         | 1898         | ЦК РКП(б)                      | с совещательным голосом           |
| 360 | Калинин Н. Н.         | 1918         | КП Белоруссии                  | с решающим голосом                |
| 361 | Калинин Т. А.         |              | 6-я армия                      | с решающим голосом                |
| 362 | Каменев Л. Б.         | 1901         | Московская губернская          | с решающим голосом                |
| 363 | Каменский А. З.       | 1917         | Наркомнац                      | с совещательным голосом           |
| 364 | Каминский Г. Н.       | 1913         | КП Азербайджана                | с решающим голосом                |
| 365 | Канатчиков С. И.      | 1898         | Татарская областная            | с решающим голосом                |
| 366 | Канцелярский П. Г.    | 1913         | Алтайская губернская           | с решающим голосом                |
| 367 | Капкаев А. А.         |              | Туркестанский фронт            | с решающим голосом                |
| 368 | Каплан И. Г.          |              | 4-я армия                      | с решающим голосом                |
| 369 | Капустин А. М.        |              | 6-я армия                      | с решающим голосом                |
| 370 | Караваев А. А.        | 1918         | Московская                     | с совещательным голосом           |
| 371 | Кардыш Г. А.          |              | Азербайджанская                | с совещательным голосом           |
| 372 | Каримов А. К.         | 1920         | Туркестанская краевая          | с решающим голосом                |
| 373 | Карклин Р. К.         | 1906         | Псковская губернская           | с совещательным голосом           |
| 374 | Карпов А. И.          | 1917         | Донецкая губернская            | с решающим голосом                |
| 375 | Карпов А. Н.          | 1918         | Челябинская губернская         | с решающим голосом                |
| 376 | Картвелишвили Л. И.   | 1910         | Кубано-Черноморская областная  | с решающим голосом                |
| 377 | Касабулатов И. К.     | 1920         | Западно-Казахстанская          | с решающим голосом                |
| 378 | Касимов Г.            | 1917         | Татарская областная            | с решающим голосом                |
| 379 | Катанян Р. П.         | 1903         | КП Армении                     | с решающим голосом                |
| 380 | Катин У. В.           | 1915         | Оренбургская губернская        | с решающим голосом                |
| 381 | Каучуковский Г. Д.    | 1916         | Симбирская губернская          | с решающим голосом                |
| 382 | Кац С. Г.             | 1919         | Екатеринославская губернская   | с решающим голосом                |
| 383 | Квелч Т.              |              | ИККИ (Англия)                  | с совещательным голосом           |
| 384 | Керидон Г. А.         |              | Ставропольская                 | с совещательным голосом           |
| 385 | Кесарев С. П.         | 1917         | Пермская губернская            | с решающим голосом                |
| 386 | Кин Д. Я.             | 1903         | Киевская губернская            | с решающим голосом                |
| 387 | Кирабдина Н. А.       | 1919         | Симбирская губернская          | с совещательным голосом           |
| 388 | Кириллов В. В.        | 1917         | Екатеринбургская губернская    | с решающим голосом                |
| 389 | Кириллов К. В.        | 1905         | Самарская губернская           | с решающим голосом                |
| 390 | Киров В. Г.           | 1913         | Оренбургская губернская        | с решающим голосом                |
| 391 | Киров С. М.           | 1904         | Терская областная              | с решающим голосом                |
| 392 | Киселёв А. Д.         | 1918         | Пермская губернская            | с решающим голосом                |
| 393 | Киселёв А. Е.         | 1917         | Екатеринославская губернская   | с решающим голосом                |
| 394 | Киселёв А. С.         | 1898         | Московская губернская          | с решающим голосом                |
| 395 | Киселёв С. С.         | 1917         | Екатеринбургская               | с совещательным голосом           |
| 396 | Кисляков Е. Н.        | 1905         | Тульская губернская            | с решающим голосом                |
| 397 | Клейнер И. М.         | 1919         | Донская областная              | с решающим голосом                |
| 398 | Кнорин В. Г.          | 1910         | КП Белоруссии                  | с решающим голосом                |
| 399 | Княгницкий П. Е.      | 1917         | Черниговская губернская        | с решающим голосом                |
| 400 | Князев В. П.          |              | Дагестанская областная         | с решающим голосом                |

## 401—500
| №   | Ф. (псевдоним), И. O.      | парт. стаж с | от организации                        | право голоса или статус на съезде |
| --- | -------------------------- | ------------ | ------------------------------------- | --------------------------------- |
| 401 | Князихин А. Г.             | 1918         | Симбирская губернская                 | с совещательным голосом           |
| 402 | Кобецкий М. В.             | 1903         | ИККИ                                  | с совещательным голосом           |
| 403 | Ковалёв И. Г.              | 1917         | Томская губернская                    | с решающим голосом                |
| 404 | Ковалевский В. С.          | 1917         | Донская областная                     | с решающим голосом                |
| 405 | Коган И. Е.                | 1920         | Воронежская губернская                | с совещательным голосом           |
| 406 | Кодрня М. А.               |              | Югославская секция ЦК РКП(б)          | с совещательным голосом           |
| 407 | Кожеуров А. И.             | 1918         | 1-я Конная армия                      | с решающим голосом                |
| 408 | Кожин М. В.                | 1917         | Северный флот                         | с решающим голосом                |
| 409 | Козелев Б. Г.              | 1910         | ЦК Союза металлистов                  | с совещательным голосом           |
| 410 | Козлов И. В.               | 1918         | Западный фронт                        | с решающим голосом                |
| 411 | Козлов Н. К.               | 1909         | Костромская губернская                | с решающим голосом                |
| 412 | Козловский Б. Н.           | 1915         | Челябинская губернская                | с решающим голосом                |
| 413 | Козубаль-Вильгорский Ф. А. | 1918         | Саратовская губернская                | с совещательным голосом           |
| 414 | Козырев А. В.              | 1918         | Архангельская губернская              | с решающим голосом                |
| 415 | Козьмин Ф. П.              |              | Царицынская губернская                | с решающим голосом                |
| 416 | Колбин А. Е.               | 1918         | Туркестанская краевая                 | с совещательным голосом           |
| 417 | Колбин И. Н.               | 1917         | Войско Донской области                | с решающим голосом                |
| 418 | Колесников Б. Л.           |              | Харьковская                           | с совещательным голосом           |
| 419 | Колесников С. А.           | 1917         | Рязанская губернская                  | с решающим голосом                |
| 420 | Коллонтай А. М.            | 1915         | ЦК РКП(б)                             | с совещательным голосом           |
| 421 | Колосарёв М. А.            |              | Кубано-Черноморская областная         | с решающим голосом                |
| 422 | Колюжный Я. Н.             | 1920         | Кубано-Черноморская областная         | с совещательным голосом           |
| 423 | Кондаков Н. И.             | 1919         | ЦК РКСМ                               | с совещательным голосом           |
| 424 | Кондраков А. И.            | 1917         | Екатеринбургская губернская           | с решающим голосом                |
| 425 | Кондратьев И. К.           | 1917         | Псковская губернская                  | с совещательным голосом           |
| 426 | Кондратьев Т. К.           | 1913         | Донецкая губернская                   | с решающим голосом                |
| 427 | Конев И. С.                | 1918         | Народно-Революционная Армия ДВР       | с совещательным голосом           |
| 428 | Коновалов С. А.            | 1918         | Туркестанская краевая                 | с совещательным голосом           |
| 429 | Константинов Е. Ф.         | 1920         | Туркестанская краевая                 | с совещательным голосом           |
| 430 | Константинов Н. М.         | 1916         | Тверская губернская                   | с решающим голосом                |
| 431 | Концухович К. П.           | 1918         | Тульская                              | с совещательным голосом           |
| 432 | Конькин П. Д.              |              | Киевский военный округ                | с решающим голосом                |
| 433 | Копьев А. К.               | 1917         | Смоленская губернская                 | с решающим голосом                |
| 434 | Коренев М. М.              |              | Томская губернская                    | с решающим голосом                |
| 435 | Корзинов Г. Н.             | 1904         | Московская губернская                 | с решающим голосом                |
| 436 | Корнилов А. В.             |              | Иваново-Вознесенская                  | с совещательным голосом           |
| 437 | Корнюшин Ф. Д.             | 1917         | Одесская                              | с совещательным голосом           |
| 438 | Королёв Г. К.              | 1905         | Иваново-Вознесенская губернская       | с решающим голосом                |
| 439 | Коростелёв Г. А.           | 1905         | Оренбургская губернская               | с решающим голосом                |
| 440 | Коротков И. И.             | 1905         | Иваново-Вознесенская губернская       | с решающим голосом                |
| 441 | Корчагин А. А.             | 1919         | ЦК Союза химиков                      | с совещательным голосом           |
| 442 | Коршунов С. И.             | 1907         | Нижегородская губернская              | с решающим голосом                |
| 443 | Костров Т. С.              | 1917         | Одесская                              | с совещательным голосом           |
| 444 | Котов А. И.                | 1917         | Московская губернская                 | с решающим голосом                |
| 445 | Котов В. А.                | 1915         | Московская губернская                 | с решающим голосом                |
| 446 | Кофанов М. П.              | 1918         | Туркестанская краевая                 | с решающим голосом                |
| 447 | Кочнев А. Е.               | 1917         | Екатеринбургская                      | с совещательным голосом           |
| 448 | Кравченко А. П.            | 1902         | Череповецкая губернская               | с решающим голосом                |
| 449 | Красавицкий С. И.          | 1914         | Николаевская                          | с решающим голосом                |
| 450 | Красилов Ф. Я.             | 1918         | Саратовская губернская                | с решающим голосом                |
| 451 | Красниченко Ф. М.          |              | Терская областная                     | с решающим голосом                |
| 452 | Крастынь К. К.             | 1910         | КП Латвии                             | с решающим голосом                |
| 453 | Крастынь Р. Р.             | 1917         | 5-я армия                             | с решающим голосом                |
| 454 | Крестинский Н. Н.          | 1903         | Екатеринбургская губернская           | с решающим голосом                |
| 455 | Кривов Т. С.               | 1905         | Уфимская губернская                   | с решающим голосом                |
| 456 | Крижан А. Г.               |              | Венгерская секция ЦК РКП(б)           | с совещательным голосом           |
| 457 | Криницкий А. И.            | 1915         | Московская губернская                 | с решающим голосом                |
| 458 | Кристаловский И. А.        | 1901         | Одесская                              | с совещательным голосом           |
| 459 | Кролевецкий Г. М.          | 1917         | Волынская губернская                  | с решающим голосом                |
| 460 | Кроль С. Я.                | 1914         | ЦК Союза пищевиков                    | с совещательным голосом           |
| 461 | Крумин Г. И.               | 1908         | Редакция газеты «Экономическая жизнь» | с совещательным голосом           |
| 462 | Крумовец Р. Я.             |              | Западный фронт                        | с совещательным голосом           |
| 463 | Крупская Н. К.             | 1898         | Главполитпросвет                      | с совещательным голосом           |
| 464 | Крутов И. И.               | 1916         | Тульская губернская                   | с решающим голосом                |
| 465 | Крутов П. П.               | 1905         | Удмуртская областная                  | с решающим голосом                |
| 466 | Ксенофонтов И. К.          | 1903         | ЦК РКП(б)                             | с совещательным голосом           |
| 467 | Кубяк Н. А.                | 1898         | ЦК Союза работников землеса           | с совещательным голосом           |
| 468 | Куджиев В. М.              | 1919         | Карело-Олонецкая                      | с решающим голосом                |
| 469 | Кудрявцев А. И.            | 1917         | Московская губернская                 | с решающим голосом                |
| 470 | Кудрявцев С. А.            | 1919         | 4-я армия                             | с решающим голосом                |
| 471 | Кудряшёв М. Е.             | 1919         | Пензенская губернская                 | с решающим голосом                |
| 472 | Кузин А. А.                |              | Донецкая губернская                   | с решающим голосом                |
| 473 | Кузнецов В. А.             | 1917         | Томская губернская                    | с решающим голосом                |
| 474 | Кузнецов В. М.             | 1917         | 4-я армия                             | с совещательным голосом           |
| 475 | Кузнецов И. А.             | 1918         | Забайкальская губернская              | с решающим голосом                |
| 476 | Кузнецов Н. В.             | 1917         | Харьковский военный округ             | с совещательным голосом           |
| 477 | Кузнецов Н. И.             |              | Рыбинская губернская                  | с совещательным голосом           |
| 478 | Кузьмин К. И.              | 1919         | Московская                            | с совещательным голосом           |
| 479 | Кузьмин Я. И.              | 1918         | Харьковский военный округ             | с решающим голосом                |
| 480 | Кузьмин-Урмин Е. В.        |              | Народно-Революционная Армия ДВР       | с совещательным голосом           |
| 481 | Кукушкин В. И.             | 1918         | Кубано-Черноморская областная         | с решающим голосом                |
| 482 | Куликов Е. Ф.              | 1910         | Московская губернская                 | с решающим голосом                |
| 483 | Кураев В. В.               | 1914         | Наркомзём                             | с совещательным голосом           |
| 484 | Куранова Е. Я.             | 1917         | Московская губернская                 | с решающим голосом                |
| 485 | Курманин М. Н.             | 1918         | Симбирская губернская                 | с совещательным голосом           |
| 486 | Курский Д. И.              | 1904         | ВЦИК                                  | с совещательным голосом           |
| 487 | Курц В. А.                 | 1919         | Немецкая секция ЦК РКП(б)             | с совещательным голосом           |
| 488 | Кутузов И. И.              | 1917         | ВЦИК                                  | с совещательным голосом           |
| 489 | Кутузов П. В.              | 1916         | Пензенская губернская                 | с решающим голосом                |
| 490 | Кучкин А. П.               | 1912         | Сибирское бюро ЦК РКП(б)              | с совещательным голосом           |
| 491 | Кучменко Н. О.             | 1898         | ЦКК                                   | с совещательным голосом           |
| 492 | Кушаев Х. К.               | 1919         | Башкирская областная                  | с решающим голосом                |
| 493 | Лаврентьев П. Ф.           |              | ЦК Союза металлистов                  | с совещательным голосом           |
| 494 | Лавров В. С.               | 1919         | Новгородская губернская               | с совещательным голосом           |
| 495 | Ланде Е. З.                |              | Киевская губернская                   | с решающим голосом                |
| 496 | Лапшин С. Ф.               |              | 15-я Сибирская кавалерийская дивизия  | с совещательным голосом           |
| 497 | Ларин В. Ф.                | 1914         | Забайкальская областная               | с совещательным голосом           |
| 498 | Лацис М. И.                | 1905         | Московская губернская                 | с решающим голосом                |
| 499 | Лебедев Г. И.              | 1919         | Московская губернская                 | с совещательным голосом           |
| 500 | Лебедь Д. З.               | 1909         | Екатеринославская губернская          | с решающим голосом                |

## 501—600
| №   | Ф. (псевдоним), И. O.      | парт. стаж с | от организации                               | право голоса или статус на съезде |
| --- | -------------------------- | ------------ | -------------------------------------------- | --------------------------------- |
| 501 | Левик Р. С.                | 1919         | Киевская губернская                          | с решающим голосом                |
| 502 | Левин З. Х.                |              | 5-я армия                                    | с решающим голосом                |
| 503 | Левин-Каган Р. И.          | 1919         | Витебская губернская                         | с совещательным голосом           |
| 504 | Леготин М. Е.              |              | Киевская губернская                          | с решающим голосом                |
| 505 | Леденёв С. Г.              | 1917         | Кубано-Черноморская областная                | с совещательным голосом           |
| 506 | Лежава А. М.               | 1904         | Наркомвнешторг                               | с совещательным голосом           |
| 507 | Лежнёв-Финьковский П. Я.   | 1919         | Марийская областная                          | с совещательным голосом           |
| 508 | Леизов В. Ф.               |              | 3-й и 4-й боевые участки Тамбовской губернии | с решающим голосом                |
| 509 | Лейкина Ю. Б.              | 1919         | Симбирская губернская                        | с совещательным голосом           |
| 510 | Ленин (Ульянов) В. И.      | 1893         | Петроградская губернская                     | с решающим голосом                |
| 511 | Ленцнер Н. М.              |              | Забайкальская областная                      | с совещательным голосом           |
| 512 | Лесин С. В.                | 1916         | Каспийский флот                              | с решающим голосом                |
| 513 | Лесникова Т. А.            | 1919         | Пермская губернская                          | с решающим голосом                |
| 514 | Летунов И. С.              | 1918         | Саратовская губернская                       | с совещательным голосом           |
| 515 | Леушин Н. Д.               | 1917         | Енисейская губернская                        | с решающим голосом                |
| 516 | Лещов В. Ф.                |              | Борисоглебские командные курсы               | с решающим голосом                |
| 517 | Линдеман В. К.             | 1916         | Донская армия                                | с решающим голосом                |
| 518 | Лисикин С. П.              |              | Оренбургская губернская                      | с совещательным голосом           |
| 519 | Лисицын Н. В.              | 1910         | ЦК РКП(б)                                    | с совещательным голосом           |
| 520 | Лисовский О. А.            |              | 6-я армия                                    | с решающим голосом                |
| 521 | Литвин (Седой) З. Я.       | 1897         | Московская губернская                        | с решающим голосом                |
| 522 | Литке С. Р.                |              | 16-я армия                                   | с совещательным голосом           |
| 523 | Лобанов В. А.              | 1910         | Московская губернская                        | с решающим голосом                |
| 524 | Лобанов Г. Я.              | 1917         | Рязанская губернская                         | с решающим голосом                |
| 525 | Лобанов Н. Г.              | 1917         | Тульская                                     | с совещательным голосом           |
| 526 | Логгинов В. Ф.             | 1917         | Кубано-Черноморская областная                | с решающим голосом                |
| 527 | Логинов Д. И.              | 1917         | Тверская губернская                          | с решающим голосом                |
| 528 | Лозовский (Дридзо) С. А.   | 1901         | Московская губернская                        | с решающим голосом                |
| 529 | Ломинадзе В. В.            | 1917         | Орловская губернская                         | с решающим голосом                |
| 530 | Ломов (Оппоков) Г. И.      | 1903         | ВСНХ                                         | с совещательным голосом           |
| 531 | Лордкипанидзе Н. Д.        | 1918         | Бакинская                                    | с совещательным голосом           |
| 532 | Лотиков И. В.              | 1917         | Тамбовская губернская                        | с решающим голосом                |
| 533 | Лукин Л. М.                | 1918         | Чувашская областная                          | с совещательным голосом           |
| 534 | Луконин П. Д.              | 1917         | Самарская губернская                         | с решающим голосом                |
| 535 | Луначарский А. В.          | 1903         | Наркомпрос                                   | с совещательным голосом           |
| 536 | Луппов А. П.               | 1918         | Вятская губернская                           | с решающим голосом                |
| 537 | Лучинский (Чумбаров) Ф. С. | 1914         | Архангельская губернская                     | с решающим голосом                |
| 538 | Львов В. Ф.                | 1918         | Западный фронт                               | с решающим голосом                |
| 539 | Любимов И. Е.              | 1902         | Харьковский военный округ                    | с решающим голосом                |
| 540 | Любович А. М.              | 1907         | Наркомпочтель                                | с совещательным голосом           |
| 541 | Людвинская Т. Ф.           | 1903         | Московская губернская                        | с решающим голосом                |
| 542 | Люсин Н. А.                | 1920         | Харьковский военный округ                    | с совещательным голосом           |
| 543 | Ляпин А. И.                | 1918         | Волынская                                    | с совещательным голосом           |
| 544 | Ляхов В. Я.                |              | Тюменская                                    | с решающим голосом                |
| 545 | Мавлянбеков А. М.          | 1918         | Туркестанская краевая                        | с решающим голосом                |
| 546 | Магидов Б. О.              | 1917         | Донецкая трудовая армия                      | с совещательным голосом           |
| 547 | Магун И. Л.                |              | Иркутская губернская                         | с решающим голосом                |
| 548 | Мазунин В. М.              | 1918         | Пермская губернская                          | с решающим голосом                |
| 549 | Макаров А. К.              |              | Тюменская                                    | с решающим голосом                |
| 550 | Макаров В. В.              |              | Забайкальская областная                      | с совещательным голосом           |
| 551 | Макаров С. Л.              |              | Башкирская областная                         | с совещательным голосом           |
| 552 | Макогонов В. Н.            | 1918         | Курская губернская                           | с решающим голосом                |
| 553 | Максаков В. С.             |              | Крымская                                     | с совещательным голосом           |
| 554 | Максимов А. Д.             | 1918         | Терская                                      | с совещательным голосом           |
| 555 | Максимов А. М.             | 1917         | Псковская губернская                         | с решающим голосом                |
| 556 | Максимов Г. М.             | 1917         | Псковская губернская                         | с совещательным голосом           |
| 557 | Максимов К. Г.             | 1914         | Екатеринбургская губернская                  | с решающим голосом                |
| 558 | Малафеев М. И.             | 1919         | Туркестанская краевая                        | с совещательным голосом           |
| 559 | Малецкий Я. И.             |              | Петроградская                                | с совещательным голосом           |
| 560 | Малинин Д. С.              | 1917         | Ярославская губернская                       | с решающим голосом                |
| 561 | Мальков В. И.              |              | Забайкальская областная                      | с совещательным голосом           |
| 562 | Мальцев Д. Ф.              | 1918         | Енисейская губернская                        | с решающим голосом                |
| 563 | Мальцев Н. Т.              |              | Екатеринбургская губернская                  | с решающим голосом                |
| 564 | Мамедов Д.                 |              | Туркестанская краевая                        | с совещательным голосом           |
| 565 | Мамедьяров М. М.           | 1902         | КП Азербайджана                              | с решающим голосом                |
| 566 | Мамончиков А. К.           | 1917         | Череповецкая                                 | с совещательным голосом           |
| 567 | Мамченко Н. С.             | 1917         | Владимирская губернская                      | с решающим голосом                |
| 568 | Маневич Д. М.              | 1918         | Самарская губернская                         | с решающим голосом                |
| 569 | Мансырев Ф. С.             | 1903         | Башкирская областная                         | с решающим голосом                |
| 570 | Мануильский Д. З.          | 1903         | Харьковская губернская                       | с решающим голосом                |
| 571 | Маргулис Ю. В.             | 1919         | Московская                                   | с совещательным голосом           |
| 572 | Маркович М. М.             | 1917         | Вятская губернская                           | с решающим голосом                |
| 573 | Мартинсон Г. Т.            | 1915         | 2-я Донская дивизия                          | с решающим голосом                |
| 574 | Мартынов В. И.             | 1918         | Омская губернская                            | с решающим голосом                |
| 575 | Мархлевский Ю.             |              | ИККИ (Польша)                                | с совещательным голосом           |
| 576 | Марченко К. И.             | 1919         | Полтавская губернская                        | с решающим голосом                |
| 577 | Маршак М. Г.               |              | 11-я армия                                   | с решающим голосом                |
| 578 | Маскачёв В. И.             | 1919         | Томская губернская                           | с решающим голосом                |
| 579 | Маслов З. И.               | 1912         | Симбирская губернская                        | с решающим голосом                |
| 580 | Мататов Е. Р.              | 1918         | Дагестанская областная                       | с решающим голосом                |
| 581 | Матвеев В. А.              | 1906         | Удмуртская областная                         | с решающим голосом                |
| 582 | Мах И. И.                  | 1913         | Харьковский военный округ                    | с решающим голосом                |
| 583 | Махмудов И. М.             | 1918         | Дагестанская областная                       | с совещательным голосом           |
| 584 | Мацкевич В. И.             | 1919         | Адаевская губернская                         | с решающим голосом                |
| 585 | Машатов Г. И.              | 1913         | 21-я стрелковая дивизия                      | с решающим голосом                |
| 586 | Маштаков А. М.             | 1918         | Симбирская губернская                        | с решающим голосом                |
| 587 | Медведев Н. Г.             | 1917         | Харьковская губернская                       | с решающим голосом                |
| 588 | Медведев С. П.             | 1900         | Московская                                   | с совещательным голосом           |
| 589 | Медне Э. М.                | 1903         | Донецкая губернская                          | с решающим голосом                |
| 590 | Меерзон Ж. И.              | 1919         | Тульская губернская                          | с решающим голосом                |
| 591 | Меерзон Р. И.              | 1919         | Тульская                                     | с совещательным голосом           |
| 592 | Мелещенко А. И.            |              | Кубано-Черноморская областная                | с решающим голосом                |
| 593 | Мелихов В. В.              | 1918         | Саратовская губернская                       | с решающим голосом                |
| 594 | Менман Г. С.               |              | Волынская                                    | с совещательным голосом           |
| 595 | Меркурьева В. С.           |              | Семипалатинская                              | с совещательным голосом           |
| 596 | Мещеряков В. Н.            | 1905         | Тамбовская губернская                        | с решающим голосом                |
| 597 | Мещеряков Н. Л.            | 1901         | Редакция газеты «Правда»                     | с совещательным голосом           |
| 598 | Мещерякова А. Ф.           | 1919         | Туркестанская краевая                        | с решающим голосом                |
| 599 | Микоян А. И.               | 1915         | Нижегородская губернская                     | с решающим голосом                |
| 600 | Милонов Ю. К.              | 1912         | Самарская губернская                         | с решающим голосом                |

## 601—700
| №   | Ф. (псевдоним), И. O.          | парт. стаж с | от организации                  | право голоса или статус на съезде |
| --- | ------------------------------ | ------------ | ------------------------------- | --------------------------------- |
| 601 | Милх Л. Р.                     | 1917         | Донецкая губернская             | с решающим голосом                |
| 602 | Милютин В. П.                  | 1910         | ЦК РКП(б)                       | с совещательным голосом           |
| 603 | Минеев А. Ф.                   |              | Черноморский флот               | с решающим голосом                |
| 604 | Минин Б. Г.                    |              | Забайкальская областная         | с совещательным голосом           |
| 605 | Минин С. К.                    | 1905         | 1-я Конная армия                | с решающим голосом                |
| 606 | Минкин З. Д.                   |              | Гомельская губернская           | с совещательным голосом           |
| 607 | Мирзоян Л. И.                  | 1917         | КП Азербайджана                 | с решающим голосом                |
| 608 | Михайличенко Е. П.             |              | Киевский военный округ          | с решающим голосом                |
| 609 | Михайлов                       |              | 14-я кавалерийская дивизия      | с совещательным голосом           |
| 610 | Михайлов А. И.                 | 1917         | Обласной комитет Коми АССР      | с решающим голосом                |
| 611 | Михайлов В. М.                 | 1915         | Московская губернская           | с решающим голосом                |
| 612 | Михайлов И. Н.                 |              | Ставропольская                  | с решающим голосом                |
| 613 | Михайлов Ф. М.                 | 1917         | Новгородская губернская         | с совещательным голосом           |
| 614 | Моисеенко К. В.                | 1917         | Донецкая губернская             | с решающим голосом                |
| 615 | Молотов В. М.                  | 1906         | Донецкая губернская             | с решающим голосом                |
| 616 | Монахов М. Н.                  | 1914         | 16-я армия                      | с совещательным голосом           |
| 617 | Морозов А. М.                  | 1919         | Тверская губернская             | с решающим голосом                |
| 618 | Морозов В. А.                  |              | ЦК Союза работников питания     | с совещательным голосом           |
| 619 | Морозов Ф. И.                  |              | Харьковский военный округ       | с совещательным голосом           |
| 620 | Мошкин П. Н.                   | 1918         | Симбирская губернская           | с совещательным голосом           |
| 621 | Мулин В. М.                    | 1906         | 16-я армия                      | с решающим голосом                |
| 622 | Муравник Я. М.                 | 1912         | Волынская губернская            | с решающим голосом                |
| 623 | Муравьёв А. С.                 | 1918         | Азовский флот                   | с решающим голосом                |
| 624 | Муралов С. К.                  | 1919         | 1-я Конная армия                | с совещательным голосом           |
| 625 | Муранов М. К.                  | 1904         | ЦК РКП(б)                       | с совещательным голосом           |
| 626 | Мурахин С. А.                  | 1904         | Ставропольская                  | с решающим голосом                |
| 627 | Мурзагалиев М. М.              | 1919         | Оренбургская губернская         | с решающим голосом                |
| 628 | Мурсалимов В. В.               |              | Туркестанская краевая           | с решающим голосом                |
| 629 | Мусульбас И. А.                | 1919         | Харьковская губернская          | с решающим голосом                |
| 630 | Мутнов Н. Е.                   | 1907         | Оренбургская губернская         | с решающим голосом                |
| 631 | Мясников А. Ф.                 | 1906         | КП Белоруссии                   | с совещательным голосом           |
| 632 | Наговицын И. А.                | 1905         | Удмуртская областная            | с решающим голосом                |
| 633 | Назаренко Т. С.                | 1918         | Гомельская губернская           | с совещательным голосом           |
| 634 | Назаров И. С.                  | 1917         | Саратовская губернская          | с решающим голосом                |
| 635 | Насыров В. М.                  |              | Кубано-Черноморская областная   | с совещательным голосом           |
| 636 | Насыров И. Н.                  | 1919         | Башкирская областная            | с совещательным голосом           |
| 637 | Наумов Н. А.                   |              | Крымская                        | с совещательным голосом           |
| 638 | Невский И. А.                  | 1911         | Тверская губернская             | с решающим голосом                |
| 639 | Невский Л. Н.                  | 1908         | Кавказский фронт                | с решающим голосом                |
| 640 | Недачин Л. П.                  | 1918         | Северо-Казахстанская            | с решающим голосом                |
| 641 | Нейжмак А. Н.                  | 1915         | Екатеринославская губернская    | с решающим голосом                |
| 642 | Некрасов И. Н.                 | 1917         | Калужская губернская            | с решающим голосом                |
| 643 | Немерзели И. Ф.                | 1917         | Дагестанская областная          | с решающим голосом                |
| 644 | Немсадзе Г. С.                 | 1920         | Саратовская губернская          | с решающим голосом                |
| 645 | Немцов Н. М.                   | 1903         | Тамбовская губернская           | с решающим голосом                |
| 646 | Непиющий А. Ф.                 | 1918         | Курская губернская              | с решающим голосом                |
| 647 | Нетовканый Г. И.               |              | Николаевская                    | с совещательным голосом           |
| 648 | Нефёдов М. А.                  | 1919         | Саратовская губернская          | с совещательным голосом           |
| 649 | Нечаев К. И.                   | 1919         | Сибирское бюро ЦК РКП(б)        | с совещательным голосом           |
| 650 | Нечаев Н. В.                   | 1915         | Вологодская губернская          | с решающим голосом                |
| 651 | Нижечек И. С.                  | 1919         | 5-я армия                       | с решающим голосом                |
| 652 | Никифоров К. С.                |              | 16-я армия                      | с решающим голосом                |
| 653 | Николаев И. Ф.                 | 1917         | 11-я армия                      | с совещательным голосом           |
| 654 | Николаевский Л. С.             |              | Харьковская                     | с совещательным голосом           |
| 655 | Николаенко И. И.               | 1905         | Волынская губернская            | с решающим голосом                |
| 656 | Никуличев С. С.                | 1918         | Вологодская губернская          | с совещательным голосом           |
| 657 | Новиков И. И.                  |              | Харьковская                     | с совещательным голосом           |
| 658 | Ногин В. П.                    | 1898         | ЦК РКП(б)                       | с совещательным голосом           |
| 659 | Ноздрин М. М.                  | 1905         | Иркутская губернская            | с решающим голосом                |
| 660 | Нор-Мухамедов Б.               | 1918         | Туркестанская краевая           | с решающим голосом                |
| 661 | Носов А. Ф.                    | 1917         | 11-я армия                      | с решающим голосом                |
| 662 | Носов В. Д.                    | 1908         | Московская                      | с совещательным голосом           |
| 663 | Носов И. П.                    | 1905         | Воронежская губернская          | с решающим голосом                |
| 664 | Оберталер Б. М.                |              | Башкирская стрелковая бригада   | с совещательным голосом           |
| 665 | Оболенский Д. И.               |              | Ставропольская                  | с решающим голосом                |
| 666 | Обросов П. М.                  | 1903         | Пермская губернская             | с решающим голосом                |
| 667 | Оввян А. C.                    |              | Крымская                        | с совещательным голосом           |
| 668 | Овезниязов А. М.               | 1919         | Туркестанская краевая           | с совещательным голосом           |
| 669 | Одинцов А. В.                  |              | Черниговская                    | с совещательным голосом           |
| 670 | Озеров О. Д.                   | 1918         | Волынская                       | с совещательным голосом           |
| 671 | Озол К. А.                     | 1903         | Сибирское бюро ЦК РКП(б)        | с совещательным голосом           |
| 672 | Озол Ф. И.                     | 1907         | ЦК Союза швейников              | с совещательным голосом           |
| 673 | Окунев Г. С.                   | 1917         | Саратовская губернская          | с решающим голосом                |
| 674 | Окушко С. В.                   | 1918         | Кавказская трудовая армия       | с решающим голосом                |
| 675 | Ольшанский Н. Ф.               |              | Московская                      | с совещательным голосом           |
| 676 | Опанский И. К.                 |              | КП Литвы                        | с совещательным голосом           |
| 677 | Ореус Н. Г.                    | 1919         | 9-я армия                       | с решающим голосом                |
| 678 | Орешкин М. Г.                  | 1918         | Саратовская губернская          | с решающим голосом                |
| 679 | Орлов А. Ф.                    |              | Вятская губернская              | с решающим голосом                |
| 680 | Оршанский Б. Э.                | 1919         | КП Белоруссии                   | с решающим голосом                |
| 681 | Освенский М. А.                |              | 6-я армия                       | с решающим голосом                |
| 682 | Осинский Н. (Оболенский В. В.) | 1907         | Наркомзём                       | с совещательным голосом           |
| 683 | Осьмов Н. М.                   | 1907         | 9-я армия                       | с решающим голосом                |
| 684 | Отс К. М.                      | 1918         | Псковская губернская            | с решающим голосом                |
| 685 | Охлопков И. М.                 | 1904         | Северо-Двинская губернская      | с решающим голосом                |
| 686 | Пакун В. Р.                    | 1911         | Областная Немцев Поволжья       | с совещательным голосом           |
| 687 | Панин Н. Н.                    | 1896         | Ярославская губернская          | с решающим голосом                |
| 688 | Пантелеев И. М.                |              | Московская губернская           | с решающим голосом                |
| 689 | Панфилов Я. В.                 | 1919         | Оренбургская губернская         | с решающим голосом                |
| 690 | Парушин В. И.                  | 1917         | Бакинская                       | с совещательным голосом           |
| 691 | Пахомов В. Ф.                  | 1904         | Омская губернская               | с решающим голосом                |
| 692 | Пахомов Н. И.                  | 1917         | Александровская губернская      | с решающим голосом                |
| 693 | Пахомов П. Л.                  | 1911         | Алтайская губернская            | с решающим голосом                |
| 694 | Певзнер И. М.                  |              | Народно-Революционная Армия ДВР | с решающим голосом                |
| 695 | Певзняк П. М.                  | 1917         | Смоленская губернская           | с решающим голосом                |
| 696 | Перепечко И. Н.                | 1914         | Харьковская губернская          | с решающим голосом                |
| 697 | Перов С. С.                    | 1918         | Вологодская губернская          | с решающим голосом                |
| 698 | Першин Ф. Я.                   | 1905         | Ярославская губернская          | с совещательным голосом           |
| 699 | Песновский                     |              | 16-я армия                      | с совещательным голосом           |
| 700 | Пестун Х. Г.                   | 1918         | Гомельская губернская           | с решающим голосом                |

## 701—800
| №   | Ф. (псевдоним), И. O. | парт. стаж с | от организации                 | право голоса или статус на съезде |
| --- | --------------------- | ------------ | ------------------------------ | --------------------------------- |
| 701 | Петинский И. К.       | 1908         | Харьковская губернская         | с решающим голосом                |
| 702 | Петров И. П.          | 1917         | Марийская областная            | с решающим голосом                |
| 703 | Петров К. П.          | 1918         | Орловская губернская           | с решающим голосом                |
| 704 | Петров Н. Г.          | 1917         | Оренбургская губернская        | с решающим голосом                |
| 705 | Петровский Г. И.      | 1897         | Харьковская губернская         | с решающим голосом                |
| 706 | Петровский П. Г.      | 1916         | Северо-Казахстанская           | с решающим голосом                |
| 707 | Петросов М. В.        | 1918         | Кубано-Черноморская областная  | с решающим голосом                |
| 708 | Петрунин П. И.        | 1917         | 16-я армия                     | с совещательным голосом           |
| 709 | Петухов И. П.         | 1915         | 5-я армия                      | с решающим голосом                |
| 710 | Печак К. Я.           | 1909         | Латышская секция ЦК РКП(б)     | с совещательным голосом           |
| 711 | Пиндрик Л. П.         |              | Семипалатинская губернская     | с решающим голосом                |
| 712 | Пинчук П. И.          |              | КП Белоруссии                  | с совещательным голосом           |
| 713 | Пирогов В. П.         |              | Екатеринбургская               | с совещательным голосом           |
| 714 | Письменный С. М.      |              | Кубано-Черноморская областная  | с решающим голосом                |
| 715 | Плаксин К. И.         | 1904         | Саратовская губернская         | с решающим голосом                |
| 716 | Плеханов Л. И.        | 1919         | Кубано-Черноморская областная  | с совещательным голосом           |
| 717 | Плешаков М. Г.        | 1904         | КП Азербайджана                | с решающим голосом                |
| 718 | Плясунов Ф. А.        |              | Екатеринбургская               | с совещательным голосом           |
| 719 | Погожев П. Г.         |              | Астраханская губернская        | с решающим голосом                |
| 720 | Поддубный Г. А.       | 1917         | 4-я армия                      | с решающим голосом                |
| 721 | Подзолков Н. И.       | 1917         | 6-я армия                      | с решающим голосом                |
| 722 | Подкорытов П. В.      | 1920         | Челябинская губернская         | с решающим голосом                |
| 723 | Поднен А. И.          |              | Западный фронт                 | с совещательным голосом           |
| 724 | Пожитков Ф. Т.        |              | Самарская                      | с совещательным голосом           |
| 725 | Поздняков А. В.       | 1917         | Сибирская                      | с решающим голосом                |
| 726 | Полетаев Т. В.        |              | 6-я армия                      | с совещательным голосом           |
| 727 | Полторацкий В. А.     | 1919         | ЦК РКСМ                        | с совещательным голосом           |
| 728 | Полубояринов Л. В.    | 1918         | Тверская губернская            | с совещательным голосом           |
| 729 | Полумордвинов Г. А.   |              | Астраханская губернская        | с решающим голосом                |
| 730 | Полуян Д. В.          | 1904         | Царицынская губернская         | с решающим голосом                |
| 731 | Полуян Я. В.          | 1912         | Кубано-Черноморская областная  | с решающим голосом                |
| 732 | Полянский В. М.       |              | Чехословацкая секция ЦК РКП(б) | с совещательным голосом           |
| 733 | Померанцева А. В.     | 1903         | Иркутская губернская           | с решающим голосом                |
| 734 | Пономарёв В. А.       |              | Харьковский военный округ      | с совещательным голосом           |
| 735 | Пономарёв С. В.       | 1915         | 16-я армия                     | с решающим голосом                |
| 736 | Понятков Н. Г.        |              | Терская                        | с совещательным голосом           |
| 737 | Попов А. Я.           |              | Екатеринбургская губернская    | с решающим голосом                |
| 738 | Попов И. В.           | 1917         | Вятская губернская             | с решающим голосом                |
| 739 | Попов К. А.           | 1906         | Омская губернская              | с решающим голосом                |
| 740 | Попов Н. Н.           | 1919         | Харьковская губернская         | с решающим голосом                |
| 741 | Попов П.              |              | КП Болгарии                    | с совещательным голосом           |
| 742 | Потапов П. Н.         | 1913         | Томская губернская             | с решающим голосом                |
| 743 | Потёмкин В. В.        | 1917         | Ярославская губернская         | с решающим голосом                |
| 744 | Правдин Ф. Е.         | 1918         | Оренбургская губернская        | с решающим голосом                |
| 745 | Преображенский Е. А.  | 1903         | Туркестанская краевая          | с решающим голосом                |
| 746 | Преображенский Н. Ф.  | 1902         | Сибирская                      | с решающим голосом                |
| 747 | Пригожин А. Г.        | 1918         | 2-й конный корпус              | с совещательным голосом           |
| 748 | Прытков И. Д.         | 1917         | Симбирская губернская          | с решающим голосом                |
| 749 | Пумпур П. Я.          |              | Екатеринбургская губернская    | с решающим голосом                |
| 750 | Пурыжинский М. М.     | 1919         | Крымская                       | с совещательным голосом           |
| 751 | Пшеничный Е. Е.       | 1920         | Сибирская                      | с совещательным голосом           |
| 752 | Пшеничный П. А.       |              | Букеевская                     | с совещательным голосом           |
| 753 | Пыхтин М. Ф.          | 1917         | Екатеринбургская губернская    | с решающим голосом                |
| 754 | Пятаков Г. Л.         | 1910         | Донецкая губернская            | с решающим голосом                |
| 755 | Рабинович С. И.       |              | Кубано-Черноморская областная  | с совещательным голосом           |
| 756 | Равикович Е. М.       | 1917         | 1-я Конная армия               | с решающим голосом                |
| 757 | Радек К. Б.           | 1917         | ЦК РКП(б)                      | с совещательным голосом           |
| 758 | Радченко А. Ф.        | 1912         | Донецкая губернская            | с решающим голосом                |
| 759 | Радченко Г. П.        | 1918         | Полтавская губернская          | с решающим голосом                |
| 760 | Разумов М. И.         | 1913         | Донецкая губернская            | с решающим голосом                |
| 761 | Райвид Н. Я.          | 1919         | Тамбовская губернская          | с решающим голосом                |
| 762 | Раковский Х. Г.       | 1917         | Харьковская губернская         | с решающим голосом                |
| 763 | Раппопорт А. М.       | 1918         | Западный фронт                 | с совещательным голосом           |
| 764 | Расикас Р. С.         |              | КП Литвы                       | с совещательным голосом           |
| 765 | Рассоленко С. И.      | 1918         | Томская губернская             | с решающим голосом                |
| 766 | Растопчин Н. П.       | 1903         | Московская губернская          | с решающим голосом                |
| 767 | Рафаил                | 1910         | Московская губернская          | с решающим голосом                |
| 768 | Рафаил М. А.          | 1919         | Харьковская губернская         | с решающим голосом                |
| 769 | Рахимбаев А. Р.       | 1919         | Туркестанская краевая          | с решающим голосом                |
| 770 | Рахматулин Х.         |              | Туркестанская краевая          | с совещательным голосом           |
| 771 | Ремизов А. В.         |              | Московская                     | с совещательным голосом           |
| 772 | Решетников Л. В.      | 1917         | Алтайская губернская           | с решающим голосом                |
| 773 | Рзаев А. А.           | 1918         | КП Азербайджана                | с решающим голосом                |
| 774 | Ризакурбанов Р.       |              | Туркестанская краевая          | с решающим голосом                |
| 775 | Риккин Р. Г.          |              | Харьковская губернская         | с решающим голосом                |
| 776 | Рович Я. К.           |              | Царицынская губернская         | с решающим голосом                |
| 777 | Рогачёв Г. П.         | 1918         | Терская областная              | с решающим голосом                |
| 778 | Родин Б. М.           |              | Гомельская губернская          | с решающим голосом                |
| 779 | Рожнов П. А.          | 1918         | Псковская                      | с совещательным голосом           |
| 780 | Розе А. А.            | 1912         | 5-я армия                      | с решающим голосом                |
| 781 | Розен О. Б.           | 1917         | КП Азербайджана                | с совещательным голосом           |
| 782 | Розенгольц А. П.      | 1905         | Цектран                        | с совещательным голосом           |
| 783 | Розин М. А.           | 1918         | Ярославская губернская         | с решающим голосом                |
| 784 | Розман М. М.          |              | 16-я армия                     | с решающим голосом                |
| 785 | Розовский В. Л.       |              | Харьковская губернская         | с решающим голосом                |
| 786 | Романов Б. Д.         | 1919         | 6-я армия                      | с решающим голосом                |
| 787 | Ромм Н. Н.            | 1904         | Забайкальская губернская       | с решающим голосом                |
| 788 | Ронжин М. И.          |              | Северо-Двинская губернская     | с решающим голосом                |
| 789 | Ронин С. Л.           |              | 16-я армия                     | с совещательным голосом           |
| 790 | Росмер                |              | ИККИ (Франция)                 | с совещательным голосом           |
| 791 | Рубинштейн Л. М.      | 1919         | Татарская областная            | с совещательным голосом           |
| 792 | Руденко М. Н.         |              | Харьковский военный округ      | с решающим голосом                |
| 793 | Рудзутак Я. Э.        | 1905         | ВЦСПС                          | с совещательным голосом           |
| 794 | Рудный М. М.          |              | Черноморский флот              | с решающим голосом                |
| 795 | Руднянский А. Ю.      | 1917         | ИККИ                           | с совещательным голосом           |
| 796 | Рузеев М. А.          | 1918         | Туркестанская краевая          | с решающим голосом                |
| 797 | Румянцев И. И.        | 1919         | Вологодская губернская         | с совещательным голосом           |
| 798 | Русских С. И.         |              | Вотская областная              | с совещательным голосом           |
| 799 | Рухимович М. Л.       | 1913         | Донецкая губернская            | с решающим голосом                |
| 800 | Рыбак Д. И.           | 1916         | Николаевская                   | с решающим голосом                |

## 801—900
| №   | Ф. (псевдоним), И. O.  | парт. стаж с | от организации                  | право голоса или статус на съезде |
| --- | ---------------------- | ------------ | ------------------------------- | --------------------------------- |
| 801 | Рыбочкин И. Ф.         | 1918         | Симбирская губернская           | с решающим голосом                |
| 802 | Рыков А. И.            | 1899         | ЦК РКП(б)                       | с совещательным голосом           |
| 803 | Рындин К. В.           | 1915         | Уфимская губернская             | с решающим голосом                |
| 804 | Рютин М. Н.            | 1914         | Иркутская губернская            | с решающим голосом                |
| 805 | Рябиков И. К.          | 1919         | Харьковский военный округ       | с совещательным голосом           |
| 806 | Рябинин Е. И.          | 1917         | Тульская губернская             | с решающим голосом                |
| 807 | Рябоконь В. И.         | 1917         | Смоленская губернская           | с решающим голосом                |
| 808 | Рязанов Д. Б.          | 1917         | Московская губернская           | с решающим голосом                |
| 809 | Саблин Ю. В.           | 1919         | Терский военный округ           | с решающим голосом                |
| 810 | Савельев А. С.         | 1912         | Донская губернская              | с решающим голосом                |
| 811 | Садов М. С.            | 1918         | Московская                      | с совещательным голосом           |
| 812 | Садовский А. Д.        | 1901         | Московская губернская           | с решающим голосом                |
| 813 | Сазонов Я. Д.          | 1917         | Орловская губернская            | с решающим голосом                |
| 814 | Саид-Галиев С. Г.      | 1917         | Татарская областная             | с решающим голосом                |
| 815 | Самойлов Н. С.         | 1919         | Томская губернская              | с решающим голосом                |
| 816 | Самсонов А. К.         | 1917         | Калужская губернская            | с решающим голосом                |
| 817 | Сапожников Г. Л.       | 1906         | Киевская губернская             | с решающим голосом                |
| 818 | Сапронов Т. В.         | 1912         | ВЦИК                            | с совещательным голосом           |
| 819 | Сапунов М. Е.          |              | ЦК Союза горняков               | с совещательным голосом           |
| 820 | Саркис (Даниэлян)      | 1917         | КП Азербайджана                 | с решающим голосом                |
| 821 | Сарыев А. М.           | 1920         | Туркестанская краевая           | с решающим голосом                |
| 822 | Сарыков С.             |              | Туркестанская краевая           | с решающим голосом                |
| 823 | Сатаров И. М.          | 1917         | Киевский военный округ          | с совещательным голосом           |
| 824 | Сатурчин А. Х.         |              | Башкирская областная            | с совещательным голосом           |
| 825 | Саулич В. И.           | 1919         | Тверская губернская             | с совещательным голосом           |
| 826 | Сафарбеков С. Ю.       | 1919         | ЦК РКСМ                         | с совещательным голосом           |
| 827 | Сафаров Г. И.          | 1908         | Туркестанская краевая           | с решающим голосом                |
| 828 | Сафонов А. В.          |              | Московская                      | с совещательным голосом           |
| 829 | Сафонов А. Е.          |              | Дагестанская областная          | с совещательным голосом           |
| 830 | Сахат-Муратов Х. М.    | 1919         | Туркестанская краевая           | с совещательным голосом           |
| 831 | Сашков А. Т.           | 1918         | Киевский военный округ          | с решающим голосом                |
| 832 | Свечников П. П.        | 1918         | Кавказский фронт                | с решающим голосом                |
| 833 | Свирин А. Г.           | 1918         | 16-я армия                      | с решающим голосом                |
| 834 | Свободин Г. С.         | 1919         | Симбирская губернская           | с решающим голосом                |
| 835 | Селютин К. В.          | 1919         | 11-я армия                      | с решающим голосом                |
| 836 | Семашко Н. А.          | 1904         | Наркомздрав                     | с совещательным голосом           |
| 837 | Семенюк А. П.          | 1919         | 5-я армия                       | с совещательным голосом           |
| 838 | Семенюк Д. Л.          | 1916         | Сибирская                       | с решающим голосом                |
| 839 | Семерылый И. И.        |              | Николаевская                    | с совещательным голосом           |
| 840 | Сергеев Н. К.          | 1917         | Самарская губернская            | с решающим голосом                |
| 841 | Сергушов М. С.         | 1904         | Туркестанская краевая           | с решающим голосом                |
| 842 | Серебряков И. Н.       |              | 4-я армия                       | с решающим голосом                |
| 843 | Серебряков Л. П.       | 1905         | ЦК РКП(б)                       | с совещательным голосом           |
| 844 | Серёгин А. П.          | 1917         | Волынская                       | с совещательным голосом           |
| 845 | Сиднев А. С.           | 1917         | Симбирская губернская           | с совещательным голосом           |
| 846 | Симонов Т. В.          | 1917         | Владимирская губернская         | с решающим голосом                |
| 847 | Синяков С. П.          | 1917         | Киевская губернская             | с решающим голосом                |
| 848 | Сиразитдинов З.        |              | Башкирская областная            | с совещательным голосом           |
| 849 | Сиротин А. Д.          |              | Самарская губернская            | с решающим голосом                |
| 850 | Скалов Г. Б.           | 1919         | Туркестанская краевая           | с решающим голосом                |
| 851 | Скворцов А. М.         | 1919         | Тверская губернская             | с решающим голосом                |
| 852 | Склянский Э. М.        | 1913         | Наркомвоенмор                   | с совещательным голосом           |
| 853 | Скобенников А. И.      | 1905         | Московская губернская           | с решающим голосом                |
| 854 | Скоков Н. Я.           |              | Сибирская                       | с совещательным голосом           |
| 855 | Скорбач П. Д.          |              | Полтавская губернская           | с решающим голосом                |
| 856 | Скрыпник Н. А.         | 1897         | Харьковская губернская          | с совещательным голосом           |
| 857 | Славина Н. Г.          |              | Сибирское бюро ЦК РКП(б)        | с совещательным голосом           |
| 858 | Славинский А. М.       | 1919         | Харьковский военный округ       | с совещательным голосом           |
| 859 | Славинский Ю. М.       | 1918         | ЦК Союза работников искусств    | с совещательным голосом           |
| 860 | Слепцов-Ойюнский П. А. |              | Сибирское бюро ЦК РКП(б)        | с совещательным голосом           |
| 861 | Слободчикова М. А.     | 1918         | Забайкальская областная         | с совещательным голосом           |
| 862 | Смидович П. Г.         | 1898         | ВЦИК                            | с совещательным голосом           |
| 863 | Смилга И. Т.           | 1907         | Кавказский фронт                | с решающим голосом                |
| 864 | Смирницкий П. И.       | 1919         | Харьковская губернская          | с решающим голосом                |
| 865 | Смирнов Г. Г.          | 1917         | Западный фронт                  | с решающим голосом                |
| 866 | Смирнов И. А.          | 1918         | Харьковский военный округ       | с решающим голосом                |
| 867 | Смирнов М. И.          | 1914         | 4-я армия                       | с совещательным голосом           |
| 868 | Смирнов П. А.          | 1917         | Кавказский фронт                | с решающим голосом                |
| 869 | Смирнов П. М.          |              | Рыбинская губернская            | с решающим голосом                |
| 870 | Смирнов П. Ф.          |              | 16-я армия                      | с решающим голосом                |
| 871 | Смирнов С. В.          | 1919         | Саратовская губернская          | с совещательным голосом           |
| 872 | Смольянинов В. А.      | 1908         | Смоленская губернская           | с решающим голосом                |
| 873 | Смолянский Л. Б.       | 1920         | Одесская городская              | с решающим голосом                |
| 874 | Снегирёв А. А.         |              | Тюменская                       | с решающим голосом                |
| 875 | Снегов А. В.           | 1917         | Подольская губернская           | с решающим голосом                |
| 876 | Сноскарёв А. Л.        | 1918         | Народно-Революционная Армия ДВР | с решающим голосом                |
| 877 | Соколов А. Н.          | 1903         | ЦК РКП(б)                       | с совещательным голосом           |
| 878 | Соколов Н. И.          | 1908         | Тульская                        | с совещательным голосом           |
| 879 | Соколов Н. П.          | 1918         | 16-я армия                      | с решающим голосом                |
| 880 | Соколов П. Г.          | 1904         | Московская губернская           | с решающим голосом                |
| 881 | Соловьёв В. И.         | 1915         | Московская                      | с совещательным голосом           |
| 882 | Соловьёв В. Ф.         |              | 16-я армия                      | с решающим голосом                |
| 883 | Солодухин Е. Ф.        |              | Калмыцкая областная             | с совещательным голосом           |
| 884 | Сольц А. А.            | 1898         | ЦКК                             | с совещательным голосом           |
| 885 | Сольц И. Г.            | 1917         | Туркестанская краевая           | с решающим голосом                |
| 886 | Сомс К. П.             | 1910         | Псковская губернская            | с решающим голосом                |
| 887 | Сонин С. Г.            |              | 16-я армия                      | с решающим голосом                |
| 888 | Сорвачёв В. И.         | 1917         | Обласной комитет Коми АССР      | с решающим голосом                |
| 889 | Сорокин И. Ф.          | 1920         | Московская губернская           | с решающим голосом                |
| 890 | Сорокин Н. Г.          | 1919         | Саратовская губернская          | с решающим голосом                |
| 891 | Сосновский Л. С.       | 1904         | Редакция газеты «Беднота»       | с совещательным голосом           |
| 892 | Софронович И. Г.       | 1918         | 9-я армия                       | с решающим голосом                |
| 893 | Сперанский М. Н.       | 1918         | Туркестанская краевая           | с совещательным голосом           |
| 894 | Сперанский Н. Н.       | 1918         | Витебская губернская            | с решающим голосом                |
| 895 | Спрингис (Шипов) Я. Я. | 1913         | Архангельская губернская        | с решающим голосом                |
| 896 | Сребряков И. Н.        |              | 11-я армия                      | с решающим голосом                |
| 897 | Сталин И. В.           | 1898         | КП Азербайджана                 | с решающим голосом                |
| 898 | Старцев В. П.          | 1917         | Самарская губернская            | с решающим голосом                |
| 899 | Статуев В. Л.          | 1903         | Томская губернская              | с решающим голосом                |
| 900 | Стеклов Ю. М.          | 1893         | Курская губернская              | с решающим голосом                |

## 901—1000
| №    | Ф. (псевдоним), И. O.     | парт. стаж с | от организации                                                   | право голоса или статус на съезде |
| ---- | ------------------------- | ------------ | ---------------------------------------------------------------- | --------------------------------- |
| 901  | Стельмах Е. В.            | 1914         | 9-я армия                                                        | с решающим голосом                |
| 902  | Стельмахович А. Т.        | 1913         | Брянская губернская                                              | с решающим голосом                |
| 903  | Степанов (Скворцов) И. И. | 1896         | Саратовская губернская                                           | с решающим голосом                |
| 904  | Степанов Д. А.            | 1918         | Воронежская губернская                                           | с решающим голосом                |
| 905  | Столбов Г. Я.             |              | Тюменская                                                        | с решающим голосом                |
| 906  | Стрелков И. В.            | 1917         | Киевский военный округ                                           | с совещательным голосом           |
| 907  | Стронгин Я. Н.            |              | Омская губернская                                                | с решающим голосом                |
| 908  | Стучка П. И.              | 1903         | КП Латвии                                                        | с решающим голосом                |
| 909  | Стэн Я. Э.                | 1917         | Симбирская губернская                                            | с решающим голосом                |
| 910  | Субоцкий Л. М.            | 1919         | Симбирская губернская                                            | с совещательным голосом           |
| 911  | Суворов Н. А.             |              | Терская областная                                                | с решающим голосом                |
| 912  | Сулимов Д. Г.             | 1905         | Уфимская губернская                                              | с решающим голосом                |
| 913  | Суровенков Н. М.          | 1918         | Самарская губернская                                             | с решающим голосом                |
| 914  | Сутырин В. А.             |              | 11-я армия                                                       | с решающим голосом                |
| 915  | Сухоносов Н. В.           |              | Екатеринбургская губернская                                      | с решающим голосом                |
| 916  | Сухорослов М. Ф.          | 1906         | Пермская губернская                                              | с решающим голосом                |
| 917  | Сушков Н. П.              | 1907         | Екатеринбургская губернская                                      | с решающим голосом                |
| 918  | Сыркин Л. Н.              | 1918         | 4-я армия                                                        | с решающим голосом                |
| 919  | Сырцов С. И.              | 1913         | Одесская губернская                                              | с решающим голосом                |
| 920  | Таганов А. И.             | 1904         | Нижегородская губернская                                         | с решающим голосом                |
| 921  | Тагунов Н. Н.             | 1916         | Владимирская губернская                                          | с решающим голосом                |
| 922  | Таджиев А.                | 1918         | Туркестанская краевая                                            | с решающим голосом                |
| 923  | Тайданов И. Л.            | 1920         | Сибирская                                                        | с совещательным голосом           |
| 924  | Талыблы Б. Л.             | 1918         | КП Азербайджана                                                  | с решающим голосом                |
| 925  | Танциора М. А.            | 1919         | Кременчугская                                                    | с решающим голосом                |
| 926  | Тараканов Е. А.           | 1917         | Алтайская                                                        | с совещательным голосом           |
| 927  | Тарыгин Г. Б.             | 1917         | Тульская губернская                                              | с решающим голосом                |
| 928  | Татаринцев Н. И.          |              | 5-я армия                                                        | с решающим голосом                |
| 929  | Татаров (Каган) И. Л.     | 1919         | ЦК РКСМ                                                          | с совещательным голосом           |
| 930  | Тевосян И. Ф.             | 1918         | КП Азербайджана                                                  | с решающим голосом                |
| 931  | Тёмкин М. М.              | 1914         | 16-я армия                                                       | с решающим голосом                |
| 932  | Тер-Ваганян В. А.         | 1912         | Иваново-Вознесенская губернская                                  | с совещательным голосом           |
| 933  | Тер-Габриэлян С. М.       | 1902         | КП Армении                                                       | с решающим голосом                |
| 934  | Тер-Егиазарянц М. А.      | 1918         | Нижегородская губернская                                         | с решающим голосом                |
| 935  | Терентьев В. А.           | 1918         | Московская                                                       | с совещательным голосом           |
| 936  | Терентьев С. П.           | 1919         | Московская                                                       | с совещательным голосом           |
| 937  | Терновой И. Р.            | 1917         | Кубано-Черноморская областная                                    | с решающим голосом                |
| 938  | Тизанов С. С.             | 1910         | Башкирская областная                                             | с решающим голосом                |
| 939  | Тимофеев С. И.            | 1918         | Нижегородская губернская                                         | с решающим голосом                |
| 940  | Тиунов П. И.              | 1917         | Пермская губернская                                              | с решающим голосом                |
| 941  | Тиханов А. Я. (1893—1964) |              | ЦК Союза печатников                                              | с совещательным голосом           |
| 942  | Тиханов М. А.             | 1917         | Терская областная                                                | с решающим голосом                |
| 943  | Тихонов А. Е.             | 1918         | Новгородская губернская                                          | с совещательным голосом           |
| 944  | Тихонов К. В.             |              | ЦК Союза табачников                                              | с совещательным голосом           |
| 945  | Тихонравов Н. М.          | 1917         | Владимирская губернская                                          | с решающим голосом                |
| 946  | Ткачёв И. Ф.              | 1918         | 11-я армия                                                       | с решающим голосом                |
| 947  | Ткачёв Ф. Е.              | 1917         | Донская трудовая армия                                           | с решающим голосом                |
| 948  | Томский М. П.             | 1904         | ВЦСПС                                                            | с совещательным голосом           |
| 949  | Топеха В. Г.              | 1918         | Черниговская                                                     | с совещательным голосом           |
| 950  | Трегубенков Г. А.         | 1918         | Уфимская губернская                                              | с совещательным голосом           |
| 951  | Трегубенков К. Г.         | 1918         | Приамурская областная                                            | с решающим голосом                |
| 952  | Трегубенков Ф. А.         | 1917         | Уфимская губернская                                              | с решающим голосом                |
| 953  | Трибунский И. П.          | 1920         | Сибирское бюро ЦК РКСМ                                           | с совещательным голосом           |
| 954  | Трилиссер М. А.           | 1901         | 4-я дивизия                                                      | с решающим голосом                |
| 955  | Трифонов В. А.            |              | Область Войска Донского                                          | с решающим голосом                |
| 956  | Тростников Н. С.          | 1917         | Московская губернская                                            | с решающим голосом                |
| 957  | Тулин М. А.               | 1919         | 10-я стрелковая дивизия, 2-я запасная, 1-я, 2-я трудовые бригады | с решающим голосом                |
| 958  | Тумаркин Д. Г.            | 1919         | Сибирская                                                        | с совещательным голосом           |
| 959  | Тунтул И. Я.              | 1907         | Екатеринбургская губернская                                      | с решающим голосом                |
| 960  | Тураев Х.                 | 1918         | Туркестанская краевая                                            | с совещательным голосом           |
| 961  | Тюков П. А.               | 1905         | Ярославская губернская                                           | с решающим голосом                |
| 962  | Тюрякулов Н.              | 1918         | Туркестанская краевая                                            | с решающим голосом                |
| 963  | Увадьев И. А.             |              | 34-я дивизия                                                     | с решающим голосом                |
| 964  | Угаров Ф. Я.              | 1905         | Киевская губернская                                              | с решающим голосом                |
| 965  | Уланов Д. Ф.              | 1917         | Иваново-Вознесенская губернская                                  | с решающим голосом                |
| 966  | Уманский Е. И.            |              | Азовская флотилия                                                | с совещательным голосом           |
| 967  | Уманский С. А.            | 1919         | Симбирская губернская                                            | с совещательным голосом           |
| 968  | Уншлихт И. С.             | 1900         | Западный фронт                                                   | с решающим голосом                |
| 969  | Уразбаев Т.               | 1919         | Туркестанская краевая                                            | с решающим голосом                |
| 970  | Урановский Я. М.          |              | Крымская                                                         | с совещательным голосом           |
| 971  | Усачёв М. Н.              | 1917         | Вятская                                                          | с совещательным голосом           |
| 972  | Устинович В. Д.           | 1905         | Кубано-Черноморская областная                                    | с решающим голосом                |
| 973  | Уханов К. В.              | 1907         | Московская губернская                                            | с решающим голосом                |
| 974  | Ушан З. И.                | 1904         | Тыловые части Кавказского фронта                                 | с решающим голосом                |
| 975  | Ушарнов М. П.             | 1905         | Псковская губернская                                             | с совещательным голосом           |
| 976  | Фабрициус Я. Ф.           | 1903         | Витебская губернская                                             | с решающим голосом                |
| 977  | Файзурахманова С. Х.      |              | Туркестанская краевая                                            | с решающим голосом                |
| 978  | Фёдоров В. Г.             | 1920         | 1-я Конная армия                                                 | с совещательным голосом           |
| 979  | Фёдоров Г. Ф.             | 1907         | 56-я дивизия                                                     | с решающим голосом                |
| 980  | Фёдоров П. Я.             | 1918         | 4-я армия                                                        | с решающим голосом                |
| 981  | Федотьев В. Н.            |              | Харьковский военный округ                                        | с совещательным голосом           |
| 982  | Федулкин П. А.            |              | Северо-Двинская губернская                                       | с решающим голосом                |
| 983  | Фейгин В. Г.              | 1919         | ЦК РКСМ                                                          | с совещательным голосом           |
| 984  | Фейгин Г. Г.              | 1917         | ЦК РКСМ                                                          | с совещательным голосом           |
| 985  | Фельдман М. Л.            |              | 4-я армия                                                        | с решающим голосом                |
| 986  | Ферапонтов Г. Н.          |              | Туркестанская краевая                                            | с совещательным голосом           |
| 987  | Фиге К. Я.                | 1916         | Татарская областная                                              | с решающим голосом                |
| 988  | Филатов И. И.             | 1918         | Челябинская губернская                                           | с решающим голосом                |
| 989  | Филин А. И.               |              | Кубано-Черноморская областная                                    | с решающим голосом                |
| 990  | Филипёнок Г. Н.           |              | Томская губернская                                               | с решающим голосом                |
| 991  | Филиппов А. Ф.            | 1907         | Московская губернская                                            | с решающим голосом                |
| 992  | Филиппов С. Ф.            |              | Цектран                                                          | с совещательным голосом           |
| 993  | Филиппов Я. Е.            | 1918         | Туркестанская краевая                                            | с совещательным голосом           |
| 994  | Филлерт С. И.             | 1910         | Московская губернская                                            | с совещательным голосом           |
| 995  | Фисенко Ф. С.             |              | Подольская                                                       | с совещательным голосом           |
| 996  | Фокин Н. А.               | 1919         | Туркестанская краевая                                            | с совещательным голосом           |
| 997  | Фрадкин С. А.             | 1919         | 4-я армия                                                        | с решающим голосом                |
| 998  | Фрелих Э. К.              |              | Алтайская губернская                                             | с решающим голосом                |
| 999  | Френкель А. А.            | 1912         | 4-я армия                                                        | с решающим голосом                |
| 1000 | Френкель Р. С.            |              | Екатеринославская губернская                                     | с совещательным голосом           |

## 1001—1100
| №    | Ф. (псевдоним), И. O.      | парт. стаж с | от организации                  | право голоса или статус на съезде |
| ---- | -------------------------- | ------------ | ------------------------------- | --------------------------------- |
| 1001 | Фридрихсон Л. Х.           | 1908         | Пензенская губернская           | с решающим голосом                |
| 1002 | Фрумкин М. И.              | 1898         | Кавказское бюро ЦК РКП(б)       | с совещательным голосом           |
| 1003 | Фрунзе М. В.               | 1904         | Харьковская губернская          | с решающим голосом                |
| 1004 | Хакимов Х. Р.              | 1918         | Оренбургская                    | с совещательным голосом           |
| 1005 | Халиков М. И.              | 1919         | Башкирская                      | с совещательным голосом           |
| 1006 | Ханбудагов Э. Ш.           | 1918         | КП Азербайджана                 | с решающим голосом                |
| 1007 | Харечко Т. И.              | 1914         | Донская губернская              | с совещательным голосом           |
| 1008 | Хатаевич М. М.             | 1913         | Самарская губернская            | с решающим голосом                |
| 1009 | Хжановский В. В.           |              | Енисейская губернская           | с совещательным голосом           |
| 1010 | Хидыралиев И.              | 1919         | Туркестанская краевая           | с совещательным голосом           |
| 1011 | Хисметов Х. Г.             | 1918         | Туркестанская краевая           | с решающим голосом                |
| 1012 | Хишаков И. А.              | 1918         | Гомельская губернская           | с решающим голосом                |
| 1013 | Ходанович Е. Г.            | 1917         | Омская губернская               | с решающим голосом                |
| 1014 | Ходеев М. В.               |              | ЦК Союза связи                  | с совещательным голосом           |
| 1015 | Ходжанов С.                | 1920         | Туркестанская краевая           | с решающим голосом                |
| 1016 | Ходош Ш. Ш.                | 1917         | КП Белоруссии                   | с решающим голосом                |
| 1017 | Хомяков А. П.              | 1917         | Омская губернская               | с решающим голосом                |
| 1018 | Хорьков Н. М.              |              | Самарская губернская            | с решающим голосом                |
| 1019 | Хотимский В. И.            | 1918         | Сибирская                       | с решающим голосом                |
| 1020 | Хохлов И. С.               | 1918         | Туркестанская краевая           | с совещательным голосом           |
| 1021 | Хронин В. Н.               | 1918         | Костромская губернская          | с совещательным голосом           |
| 1022 | Худайбергенов Т. М.        | 1918         | Туркестанская краевая           | с решающим голосом                |
| 1023 | Худайбердин Ш. А.          | 1918         | Башкирская областная            | с совещательным голосом           |
| 1024 | Цветухин А. В.             |              | Ярославская губернская          | с решающим голосом                |
| 1025 | Ценов И. А.                |              | Азовский флот                   | с решающим голосом                |
| 1026 | Цетлин Е. В.               | 1918         | Московская                      | с совещательным голосом           |
| 1027 | Цехер А. А.                | 1918         | Саратовская губернская          | с решающим голосом                |
| 1028 | Циховский А. М.            | 1917         | Екатеринбургская губернская     | с решающим голосом                |
| 1029 | Цихон А. М.                | 1906         | Московская губернская           | с решающим голосом                |
| 1030 | Цхакая М.                  | 1898         | КП Грузии                       | с решающим голосом                |
| 1031 | Цюрупа А. Д.               | 1898         | Наркомпрод                      | с совещательным голосом           |
| 1032 | Чанышев Я. Д.              | 1917         | Туркестанская краевая           | с совещательным голосом           |
| 1033 | Чаплин Н. П.               | 1919         | ЦК РКСМ                         | с совещательным голосом           |
| 1034 | Чапчаев Р. Ч.              | 1918         | Калмыцкая областная             | с решающим голосом                |
| 1035 | Чарский Е. В.              | 1918         | Новгородская губернская         | с решающим голосом                |
| 1036 | Чванов С. Т.               | 1919         | КП Азербайджана                 | с решающим голосом                |
| 1037 | Чвялёв Е. Д.               |              | 14-я армия                      | с решающим голосом                |
| 1038 | Чекасинов С. И.            |              | Екатеринбургская губернская     | с решающим голосом                |
| 1039 | Челышев М. И.              | 1914         | Нижегородская губернская        | с решающим голосом                |
| 1040 | Чемеринский А. И.          |              | Еврейская секция ЦК РКП(б)      | с совещательным голосом           |
| 1041 | Чернов В. А.               | 1919         | Челябинская губернская          | с решающим голосом                |
| 1042 | Чернов М. А.               | 1920         | Иваново-Вознесенская губернская | с решающим голосом                |
| 1043 | Чернухин Е. А.             | 1894         | Витебская губернская            | с совещательным голосом           |
| 1044 | Черных В. А.               | 1917         | Томская губернская              | с решающим голосом                |
| 1045 | Чернышёв Г. П.             | 1918         | Челябинская губернская          | с решающим голосом                |
| 1046 | Чернышёв И. М.             | 1918         | Туркестанская краевая           | с совещательным голосом           |
| 1047 | Чернышёва О. Ф.            | 1917         | Харьковская                     | с совещательным голосом           |
| 1048 | Чесноков А. Г.             | 1911         | Нижегородская губернская        | с совещательным голосом           |
| 1049 | Чивирев Ф. Н.              | 1917         | Дагестанская областная          | с решающим голосом                |
| 1050 | Чигрин Н. А.               |              | Николаевская                    | с решающим голосом                |
| 1051 | Чистов Б. Н.               | 1917         | Симбирская губернская           | с решающим голосом                |
| 1052 | Чичерин Г. В.              | 1918         | Наркоминдел                     | с совещательным голосом           |
| 1053 | Чумаченко П. И.            |              | 6-я армия                       | с решающим голосом                |
| 1054 | Чурсин К. З.               | 1920         | Сибирская                       | с совещательным голосом           |
| 1055 | Чухманенко И. И.           |              | Киевская губернская             | с решающим голосом                |
| 1056 | Шаблин Н.                  |              | ИККИ (Болгария)                 | с совещательным голосом           |
| 1057 | Шамигулов Г. К.            | 1912         | Тюрсекция ЦК РКП(б)             | с совещательным голосом           |
| 1058 | Шамшурин М. П.             | 1917         | Вятская губернская              | с решающим голосом                |
| 1059 | Шангин А. М.               | 1918         | Саратовская губернская          | с совещательным голосом           |
| 1060 | Шаньгин А. А.              | 1907         | Екатеринбургская губернская     | с решающим голосом                |
| 1061 | Шапошников П. П.           | 1919         | Челябинская                     | с совещательным голосом           |
| 1062 | Шариот С. Я.               |              | Харьковский военный округ       | с решающим голосом                |
| 1063 | Шарков В. Я.               | 1917         | Симбирская губернская           | с решающим голосом                |
| 1064 | Шафранский (Базаров) В. Н. | 1911         | Кубано-Черноморская областная   | с решающим голосом                |
| 1065 | Шахбазов А. А.             | 1917         | КП Азербайджана                 | с решающим голосом                |
| 1066 | Шахновский Э. Б.           | 1918         | Одесская                        | с решающим голосом                |
| 1067 | Шацкин Л. А.               | 1917         | ЦК РКСМ                         | с совещательным голосом           |
| 1068 | Шварц В. М.                | 1919         | Челябинская губернская          | с решающим голосом                |
| 1069 | Шварц С. А.                | 1912         | Народно-Революционная Армия ДВР | с решающим голосом                |
| 1070 | Швер А. В.                 | 1916         | Симбирская губернская           | с решающим голосом                |
| 1071 | Швечков Г. Я.              | 1918         | Новгородская                    | с совещательным голосом           |
| 1072 | Шевердин С. Н.             |              | Ярославская                     | с совещательным голосом           |
| 1073 | Шевяков Н. Н.              | 1917         | Орловская губернская            | с решающим голосом                |
| 1074 | Шевяков С. И.              | 1917         | Крымская                        | с совещательным голосом           |
| 1075 | Шеламанов Г. А.            | 1920         | 2-я Донская дивизия             | с решающим голосом                |
| 1076 | Шембер К. Г.               |              | Кубано-Черноморская областная   | с решающим голосом                |
| 1077 | Шенгай В. О.               |              | Харьковский военный округ       | с решающим голосом                |
| 1078 | Шер И. М.                  | 1903         | Енисейская губернская           | с решающим голосом                |
| 1079 | Шереметьев Н. Н.           | 1918         | Воронежская губернская          | с решающим голосом                |
| 1080 | Шестаков В. И.             | 1914         | Тамбовская губернская           | с решающим голосом                |
| 1081 | Шефтель Е. Б.              |              | ЦК Союза совработников          | с совещательным голосом           |
| 1082 | Шилин П. П.                | 1917         | Донская                         | с решающим голосом                |
| 1083 | Шимшелевич Я. И.           | 1919         | Тверская губернская             | с совещательным голосом           |
| 1084 | Шинкаренко М. С.           | 1917         | Челябинская губернская          | с решающим голосом                |
| 1085 | Широбоков Н. П.            |              | Терская областная               | с решающим голосом                |
| 1086 | Ширямов А. А.              | 1903         | Омская губернская               | с решающим голосом                |
| 1087 | Шишкин А. М.               |              | Варнавинская                    | с совещательным голосом           |
| 1088 | Шкадинов Н. И.             | 1917         | Донецкая губернская             | с решающим голосом                |
| 1089 | Шкирятов М. Ф.             | 1906         | Московская губернская           | с решающим голосом                |
| 1090 | Шляпников А. Г.            | 1901         | Московская губернская           | с решающим голосом                |
| 1091 | Шмидт В. В.                | 1905         | Екатеринбургская губернская     | с решающим голосом                |
| 1092 | Шмонин С. М.               | 1918         | Нижегородская губернская        | с решающим голосом                |
| 1093 | Шолох Г. Н.                | 1917         | Черниговская                    | с совещательным голосом           |
| 1094 | Шорохов Д. И.              | 1915         | ЦКК                             | с совещательным голосом           |
| 1095 | Шошкин М. А.               | 1918         | 1-я Конная армия                | с решающим голосом                |
| 1096 | Штанько А. М.              |              | Донецкая губернская             | с решающим голосом                |
| 1097 | Штейнгардт А. М.           | 1907         | Западный фронт                  | с решающим голосом                |
| 1098 | Штейнман Е. Е.             |              | 6-я армия                       | с решающим голосом                |
| 1099 | Штраус М. К.               |              | 6-я армия                       | с решающим голосом                |
| 1100 | Шувалов И. Г.              |              | 11-я армия                      | с решающим голосом                |

## 1101—1134
| №    | Ф. (псевдоним), И. O. | парт. стаж с | от организации                  | право голоса или статус на съезде |
| ---- | --------------------- | ------------ | ------------------------------- | --------------------------------- |
| 1101 | Шульгин И. И.         | 1917         | Юго-Западный фронт              | с совещательным голосом           |
| 1102 | Шумяцкий Я. Б.        | 1908         | Иркутская губернская            | с решающим голосом                |
| 1103 | Щёголев А. И.         | 1919         | Псковская губернская            | с совещательным голосом           |
| 1104 | Щелканов А. П.        |              | 16-я армия                      | с решающим голосом                |
| 1105 | Щербитов Н. Д.        |              | 4-я армия                       | с решающим голосом                |
| 1106 | Щипановский А. Ф.     |              | Екатеринбургская                | с совещательным голосом           |
| 1107 | Эдельман С. Д.        | 1918         | Иваново-Вознесенская губернская | с совещательным голосом           |
| 1108 | Эйдукевич Ф. В.       |              | Литовская секция ЦК РКП(б)      | с совещательным голосом           |
| 1109 | Эльмень Д. С.         | 1918         | Чувашская областная             | с решающим голосом                |
| 1110 | Эльяшов Л. Е.         |              | 56-я дивизия                    | с решающим голосом                |
| 1111 | Эстрин А. Я.          |              | 16-я армия                      | с решающим голосом                |
| 1112 | Эшкинин А. К.         |              | Марийская секция ЦК РКП(б)      | с совещательным голосом           |
| 1113 | Юдович Б. А.          | 1919         | Александровская губернская      | с совещательным голосом           |
| 1114 | Юренёв К. К.          | 1917         | Курская губернская              | с решающим голосом                |
| 1115 | Юсупов М. Ф.          | 1919         | Каспийский флот                 | с решающим голосом                |
| 1116 | Ютт Ф. И.             | 1917         | ЦК РКСМ                         | с совещательным голосом           |
| 1117 | Юшков И. Г.           | 1917         | Екатеринбургская губернская     | с решающим голосом                |
| 1118 | Юшков Н. Н.           |              | 21-я стрелковая дивизия         | с решающим голосом                |
| 1119 | Яблонская Ф. В.       |              | Донская областная               | с совещательным голосом           |
| 1120 | Якир И. Э.            | 1917         | Киевская губернская             | с решающим голосом                |
| 1121 | Якобсон Б. М.         | 1917         | Харьковский военный округ       | с решающим голосом                |
| 1122 | Якобсон С. И.         | 1917         | Омская губернская               | с решающим голосом                |
| 1123 | Яковлев А. И.         | 1917         | КП Азербайджана                 | с решающим голосом                |
| 1124 | Яковлев К. Я.         | 1919         | 33-я дивизия                    | с решающим голосом                |
| 1125 | Яковлев Я. А.         | 1913         | Главполитпросвет                | с совещательным голосом           |
| 1126 | Яковлева В. Н.        | 1904         | Московская губернская           | с решающим голосом                |
| 1127 | Якунин Г. А.          | 1919         | Самарская губернская            | с решающим голосом                |
| 1128 | Янковский А. М.       |              | ЦК РКСМ                         | с совещательным голосом           |
| 1129 | Янсон                 |              | ИККИ (Голландия)                | с совещательным голосом           |
| 1130 | Яркин В. И.           | 1907         | Нижегородская губернская        | с решающим голосом                |
| 1131 | Ярославский Е. М.     | 1898         | Алтайская губернская            | с решающим голосом                |
| 1132 | Ярусов Ф. Е.          |              | Башкирская областная            | с совещательным голосом           |
| 1133 | Ястребов И. С.        | 1917         | Харьковский военный округ       | с совещательным голосом           |
| 1134 | Яхонтов В. И.         | 1920         | ВСНХ                            | с совещательным голосом           |